# Armoriale delle famiglie italiane (Fe)
Questo è l'armoriale delle famiglie italiane il cui cognome inizia con le lettere Fe.

## Armi

### Fe
| Stemma | Casato e blasonatura |
| ------ | --- |
|        | Fè inquartato: al 1º di rosso, al 2º d'argento, al 3º di nero, al 4º di verde; sul tutto due braccia vestite al naturale, poste in sbarra con le mani strette nel centro a darsi fede (citato in (4) – Vol. III pag. 105) |

### Feb
| Stemma | Casato e blasonatura |
| ------ | --- |
|        | Febei inquartato: nel 1º e 4º di rosso alla parola Ave di oro posta in banda; nel 2º d'azzurro, al sole d'oro; nel 3º di azzurro alla stella d'oro (8) (citato in (4) – Vol. III pag. 106) parola AVE in lettere maiuscole di oro posta in banda su rosso - sole raggiante di oro su azzurro - stella (8 raggi) di oro su azzurro (citato in LEOM) (Immagine nella Raccolta stemmi Trippini (JPG).) alias inquartato: nel 1º e 4º d'argento al moto AVE di nero scritto in banda; nel 2º d'azzurro al sole d'oro; nel 3º d'azzurro alla stella (8) d'oro (citato in (4) – Vol. III pag. 106) parola AVE in lettere maiuscole di nero poste in banda su argento - sole raggiante di oro su azzurro - stella (8 raggi) di oro su azzurro (citato in LEOM) |
|        | Febei (Roma) (la blasonatura non è stata ancora caricata) (Immagine nell' Archivio Storico Capitolino (PDF) (archiviato dall'url originale il 4 marzo 2016).) |

### Fec
| Stemma | Casato e blasonatura |
| ------ | --- |
|        | Fecia o Fecia di Cossato (Cossato, Roma) Titolo: conte di Cossato troncato d'argento e d'oro, con la fascia d'azzurro attraversante sulla partizione, carica di tre stelle d'oro e accompagnata da tre grappoli d'uva di rosso, fogliati di verde, due in capo ed uno in punta (citato in (4) – Vol. III pag. 105) 3 stelle (5 raggi) di oro su fascia di azzurro su troncato di argento e di oro - 3 grappoli di uva di rosso fogliati di verde posti 2 in alto su argento e uno in basso su oro (citato in LEOM) alias spaccato d'oro e d'argento, alla fascia d'azzurro caricata di tre stelle d'oro attraversante sulla partizione ed accompagnata da tre grappoli d'uva di rosso fogliame di verde due in capo ed uno in punta (citato in (19)) Cimiero: il puttino, nascente, tenente con la destra il grappolo d'uva del campo / un bambino di carnagione tenente un grappolo d'uva Motto (d'uso): Ex optimo etiam foeces |
|        | Fecia o Feccia o Fetia o De Feciis o Fesia o Fessia o Fescia (Biellese) Troncato d'argento e di rosso, ciascun punto al tralcio di vite al naturale, con due grappoli a cinque pampini (citato in (11)) |
|        | Fecia o Feccia o Fetia o De Feciis o Fesia o Fessia o Fescia (Biella) Troncato, al 1° di rosso, a due grappoli d'uva al naturale, al 2° d'argento, al tralcio di vite, con due grappoli e due pampini, al naturale Motto: Ex optimo etiam fecies (citato in (11)) |
|        | Fecia o Feccia o Fetia o De Feciis o Fesia o Fessia o Fescia (Candelo, Biella, Torino) Titolo: conti di Cossato Troncato d'argento e di oro, con la fascia di azzurro sulla partizione, carica di tre stelle d'oro, e accompagnata da tre grappoli, di uva rossa, al naturale Motto: Semper longius et semper altius (citato in (11)) |
|        | Fecia o Feccia o Fetia o De Feciis o Fesia o Fessia o Fescia (Biella, Strambino, Ivrea) Troncato, d'argento, al tralcio di vite al naturale, con due grappoli e due pampini, e di rosso (citato in (11)) |
|        | Fecia o Fetia o Fezia (Susa) Troncato, d'argento, al tralcio di vite al naturale, con due grappoli e due pampini, e di rosso (citato in (11)) |
|        | Fecia o Feccia o Fetia o De Feciis o Fesia o Fessia o Fescia (Biella, Torino) D'argento, a tre grappoli di uva rossa al naturale, con il capo d'azzurro, carico di una stella d'oro Motto: Decoris est (citato in (11)) |
|        | Fecia o Feccia o Fetia o De Feciis o Fesia o Fessia o Fescia (Biella) Troncato, al 1° d'argento, al tralcio di vite di uva rossa al naturale, al 2° di rosso Motto: Optimi etiam fecies (citato in (11)) |
|        | Fecini (Siena) D'oro, alla banda di losanghe accollate di verde (citato in (9)) |

### Fed
| Stemma | Casato e blasonatura |
| ------ | --- |
|        | Fede o del Fede (Firenze) d'azzurro, al giglio di rosso tenuto da una fede di carnagione accompagnata nella punta dello scudo da un monte di 5 cime d'oro, accostato da 2 stelle dello stesso (citato in (2) – pag. 253 e in DAlena) |
|        | Fedele (Roma) torre munita di contrafforti uscente dalla riva di un fiume al naturale su azzurro - avambraccio destro di carnagione uscente da destra impugnante un martello con il quale batte su una incudine tutto al naturale su rosso (citato in LEOM) |
|        | Fedeli (Pisa) inquartato: nel 1° e 4° d'azzurro alla colonna d'argento con capitello e base dello stesso, sostenuta da una fede vestita di rosso con mani di carnagione. verso la punta; nel 2° e 3° di rosso al leone d'oro; alla croce piena d'azzurro caricata di 5 crescenti montanti d'argento, attraversante sulla inquartatura. Lo scudo accollato alla croce di Malta Motto: Fides (citato in (2) – pag. 253 e in DAlena) |
|        | Fedeli (Ripatransone) di azzurro al monte di tre cime d'argento posti in fascia, sostenenti un liocorno di argento galoppante a destra (citato in (4) – Vol. III pag. 108) liocorno rampante di argento poggiato sul monte di destra dei - 3 monti ristretti di argento uscenti dalla punta su azzurro (citato in LEOM) |
|        | Fedeli (Spoleto) di azzurro alla fede di carnagione, vestita di rosso, uscente dai fianchi dello scudo accompagnata in capo da una stella d'oro (6) (citato in (4) – Vol. III pag. 109) fede vestita di rosso uscente dai lati opposti dello scudo su azzurro - stella (6 raggi) di oro in alto su azzurro (citato in LEOM) |
|        | Federici (ramo primogenito) (Genova, Spezia, Torino) Titolo: conti della Costa troncato d'oro e d'argento, all'aquila attraversante di nero sull'oro, di rosso sull'argento, coronata del campo e sostenuta dalla vetta più alta di un monte di tre cime all'italiana di verde (citato in (4) – Vol. III pag. 109) troncato d'oro e d'argento, all'aquila attraversante di nero sull'oro, di rosso sull'argento, coronata del campo e sostenuta dalla vetta più alta di un monte di tre cime all'italiana di verde (citato in (11)) troncato d'oro e d'argento, all'aquila attraversante di nero sull'oro, di rosso sull'argento, coronata del campo e sostenuta dalla vetta più alta di un monte di tre cime all'italiana di verde (citato in LEOM)                                                        |
|        | Federici (ramo secondogenito) (Genova, Spezia, Torino) troncato d'oro e d'azzurro, all'aquila attraversante di nero, coronata del campo e sostenuta dalla vetta più alta di un monte di tre cime all'italiana di verde (citato in (11)) troncato d'azzurro e d'oro, all'aquila attraversante, coronata del campo e sostenuta dalla vetta più alta di un monte di tre cime all'italiana di verde (citato in LEOM) alias troncato d'oro e d'azzurro, all'aquila attraversante di nero, coronata del campo e sostenuta dalla vetta più alta di un monte di tre cime all'italiana di verde (citato in (4) – Vol. III pag. 109) troncato d'oro e d'azzurro, all'aquila attraversante di nero, coronata del campo e sostenuta dalla vetta più alta di un monte di tre cime all'italiana di verde (citato in LEOM) |
|        | Federici (Napoli, Montalbano Jonico) Titolo: nobili col predicato di Abriola d'azzurro a nove stelle d'oro disposte 3, 3, 3 (citato in (4) – Vol. III pag. 111) 9 stelle (5 raggi) di oro poste in tripla fascia 3,3,3 su azzurro (citato in LEOM) |
|        | Federici (Milano) d'oro a tre bande scaccate di argento e d'azzurro col capo d'oro all'aquila spiegata di nero, coronata del campo e linguata di rosso (citato in (4) – Vol. III pag. 111) 3 bande scaccate (2file) di argento e di azzurro su oro - capo d'Impero (citato in LEOM) |
|        | Federici (Terni) partito: nel 1º d'azzurro al ramo di rose di verde fiorito di due pezzi d'argento; nel 2º d'oro alla mezz'aquila bicipite di nero movente dalla partizione (citato in (4) – Vol. III pag. 112) ramo di rosa di verde fiorito di 2 pezzi di argento su azzurro - mezza aquila bicipite di nero uscente dalla partizione su oro (citato in LEOM) |
|        | Federici (Conti in Val Camonica) d'oro, a tre bande, scaccate d'azzurro e d'argento, al capo d'oro caricato da un'aquila di nero nascente dalla partizione (Tratto da: Blasonario Camuno (archiviato dall'url originale il 28 luglio 2008).) |
|        | Federici (Valle Sabbia) una fede (due mani che si stringono) sormontate da un'aquila reale e nella parte sottostante un riccio (citato in Piovanelli) |
|        | Federici (Palermo) d'azzurro, al monte di tre cime al naturale, sormontato dall'aquila spiegata d'argento, coronata d'oro (citato in Mango) |
|        | Federici (San Martino di Degagna) due mani stringenti, sullo sfondo un albero terrazzato (citato in Piovanelli) |
|        | Federico (Palermo, Sciacca) Titolo: nobile dei conti di Villalta; barone di Cefalù; conte di S. Giorgio, Villalta di oro a quattro bande di azzurro (citato in (4) – Vol. III pag. 112, in (12), in Mango e in (17)) 4 bande di azzurro su oro (citato in LEOM) alias di azzurro, alla banda d'oro, accompagnata, in capo, dalla fede di carnagione, ed in punta da una ancora a due uncini del secondo (citato in (4) – Vol. III pag. 112, in (12), in Mango e in (17)) banda di oro su azzurro - fede recisa posta in banda di carnagione a destra su azzurro - ancora di oro a 2 marre posta in palo a sinistra su azzurro (citato in LEOM) Corona di conte Notizie storiche in Famiglie nobili di Sicilia. Ulteriori notizie storiche in Famiglie nobili di Sicilia.                                    |
|        | Federighi (Firenze) D'azzurro, a sei palle d'argento, 3.2.1 (citato in (9)) alias D'azzurro, a sette palle d'argento, 2.3.2 (citato in (9)) (DE) In Blau 7 silberne Scheiben, 2:3:2 gestellt (citato in (20)) alias D'azzurro, a sette palle d'argento, sei in cinta e una in cuore (citato in (9)) alias D'azzurro, a otto palle d'argento, 2.3.2.1 (citato in (9)) alias (DE) In Blau 8 silberne Scheiben, 2:3:2:1 gestellt (citato in (20)) alias (DE) In Blau 8 silberne Scheiben, 2:1:2:2:1 gestellt (citato in (20)) alias D'azzurro, a dieci palle d'argento, 2.3.2.3 (citato in (9)) |
|        | Fedi (Toscana) d'argento, alla fede vestita d'azzurro sormontata da un libro aperto al naturale scritto, coi margini di rosso (citato in (2) – pag. 253 e in DAlena) |
|        | Fedi (Firenze) D'azzurro, allo scaglione di rosso, cimato da una stella a otto punte d'oro, accompagnato in capo da una fede di carnagione vestita d'argento, e in punta da un monte di sei cime di verde alias D'azzurro, alla fede di carnagione, vestita di rosso, sormontata da tre stelle a otto punte d'oro, 1.2, e accompagnata in punta da un monte di sei cime di verde (citato in (9)) |
|        | Fedi o Fedi della Scala (Toscana) (DE) In Blau 1 erniedrigter roter Sparren, begleitet oben von 1 Paar rotbekleideter Treuhände und 1 achtstrahligen goldenen Stern pfahlweise, unten von 1 schwebenden grünen Sechsberg (citato in (20)) |
|        | Fedi i Fedi del Lion Rosso (Toscana) (DE) In Blau 3 achtstrahlige goldene Sterne, 1 Paar rotbekleideter Treuhände und 1 schwebender goldener Sechsberg, 1:2:1:1 gestellt (citato in (20)) |
|        | Fedi (Pistoia) D'azzurro, al braccio destro di carnagione, vestito di nero, movente in palo dalla punta e indicante una stella a otto punte d'oro posta nel capo (citato in (9)) |
|        | Fedi (Pistoia) (DE) In Blau 1 aus dem unteren Schildrand hervorkommender naturfarben bekleideter Rechtarm, auf 1 achtstrahligen goldenen Stern in der Ortstelle deutend (citato in (20)) |
|        | Fedi Crociani (Toscana) (DE) In Blau 1 goldener Schrägbalken, beidseitig begleitet von je 1 schwebenden goldenen Sechsberg (citato in (20)) |
|        | Fedini (Firenze) D'azzurro, al rincontro di bue di rosso (citato in (9)) alias D'azzurro, al rincontro di bue di rosso cornato d'argento; con il capo dell'Impero d'Oriente (citato in (9)) (DE) Unter 1 roten Schildhaupt, darin 1 goldener Doppeladler überhöht von 2 goldenen Kronen balkenweise, in Blau 1 roter Stierkopf mit silbernen Hörnern (citato in (20)) |
|        | Fedinucci (Toscana) (DE) 1 Drache, 1 Trommel haltend (citato in (20)) |
|        | Fedrezzoni (Modena) d'azzurro, a un braccio sinistro in palo, movente dalla punta, vestito di rosso con paramano d'argento e con un nastro svolazzante pure d'argento legato all'avambraccio col motto Sola fides in lettere maiuscole indicante colla mano di carnagione un sole d'oro posto nel canton destro del capo (citato in (4) – Vol. III pag. 113) braccio sinistro vestito di rosso uscente dalla punta indicante con la mano di carnagione un - sole raggiante di oro uscente dal canton sinistro del capo su azzurro - il polso annodato con un nastro di argento caricato del motto in lettere maiuscole di nero "SOLA FIDES" (citato in LEOM) |
|        | Feducci (Firenze) D'azzurro, alla fede di carnagione, vestita di rosso, accompagnata in punta da un crescente montante d'argento; il tutto abbassato sotto il capo cucito d'Angiò (citato in (9)) |
|        | Feducci del Lion d'Oro (Firenze) D'azzurro, alla fede di carnagione, vestita di rosso, sormontata da una stella a otto punte d'oro, e accompagnata in punta da un crescente montante d'argento; il tutto abbassato sotto tre stelle a otto punte d'oro, ordinate in capo fra i quattro pendenti di un lambello di rosso (citato in (9)) |

### Fee
| Stemma | Casato e blasonatura |
| ------ | --- |
|        | Feea (Biella) Innestato cuneato abbassato, di rosso e d'azzurro, l'innesto orlato d'argento, il campo di rosso carico di tre stelle d'oro, male ordinate (citato in (11)) |

### Fei
| Stemma | Casato e blasonatura |
| ------ | --- |
|        | Fei di rosso a due bande d'oro accostate da due stelle a otto raggi d'oro una in capo e una in punta (citato in (4) – Vol. III pag. 686) |
|        | Fei (Firenze) Di rosso, al monte di sei cime d'oro, caricato di una banda d'azzurro (citato in (9)) (DE) In Rot 1 schwebender goldener Sechsberg, belegt mit 1 blauen Schrägbalken (citato in (20)) alias Di rosso, al monte di sei cime d'oro, caricato di una banda di nero (citato in (9)) alias Di rosso, al monte di sei cime d'oro, caricato di una banda d'argento (citato in (9)) alias Di rosso, al monte di sei cime d'oro, caricato di una banda di verde (citato in (9)) |
|        | Fei (Firenze) D'argento, al leone losangato d'oro e d'azzurro (citato in (9)) |
|        | Fei (Firenze) Troncato: nel 1º d'azzurro, al leone nascente d'oro; nel 2º d'oro, a tre losanghe d'azzurro, 2.1 alias Troncato: nel 1º d'azzurro, al leone nascente d'oro; nel 2º scaccato dei due smalti (citato in (9)) |
|        | Fei (Firenze) Di..., al cane rampante di..., sostenuto da un monte di sei cime di..., e sormontato da tre stelle a otto punte di..., ordinate in capo, 1.2 (citato in (9)) |
|        | Fei (Firenze) Di..., al castello torricellato di tre pezzi di... (citato in (9)) |
|        | Fei (Firenze) Di..., a tre crescenti volti in banda di..., 2.1, e alla banda diminuita attraversante di... (citato in (9)) |
|        | Fei (Firenze) D'oro, a tre uccelli posati di nero, 2.1 (citato in (9)) |
|        | Fei (Siena) D'azzurro, al delfino guizzante in palo d'oro, sormontato da una stella a otto punte dello stesso (citato in (9)) |
|        | Fei (Siena) D'azzurro, alla fascia di rosso, sormontata da due stelle a otto punte d'oro, ordinate in capo, e accompagnate in punta da un monte di tre cime d'argento (citato in (9)) |
|        | Fei (Siena) Di..., al leone di..., tenente una spada alta di... (citato in (9)) |
|        | Fei (Siena) D'azzurro, alla ruota d'argento (citato in (9)) |
|        | Fei (Volterra, Firenze) Di rosso, alla gemella in banda d'oro, accompagnata da due stelle a otto punte dello stesso, 1.1 (citato in (9)) |
|        | Fei (Toscana) (DE) Unter 1 roten Schildhaupt, darin 1 wachsender silberner Löwe, in Blau 3 silberne Rauten 2:1 gestellt (citato in (20)) |
|        | Fei (Toscana) (DE) Silber-rot im Zinnenschnitt gespalten (citato in (20)) |
|        | Fei (Toscana) (DE) Rot-silber im Zinnenschnitt gespalten (citato in (20)) |
|        | Fei di Iacomo (Siena) Inquartato d'oro e d'azzurro (citato in (9)) |

### Fel
| Stemma | Casato e blasonatura |
| ------ | --- |
|        | Feletti (Comacchio) fascia di rosso su troncato di azzurro e di oro - 3 stelle (6 raggi) di oro poste in fascia su azzurro - avambraccio destro uscente da destra vestito di rosso indicante con la mano di carnagione verso sinistra su oro (citato in LEOM) |
|        | Felici (Cingoli, Montefalcone, Pesaro) semipartito e troncato: al 1º di rosso alla croce di argento patente, scorciata; al 2º di azzurro al giglio d'oro; al 3º di azzurro al monte di tre cime di verde all'italiana, ristretto con la fascia d'argento sulla troncatura, caricata di tre spronelle di rosso (citato in (4) – Vol. III pag. 114) 3 rotelle di sperone di rosso su fascia di argento su semipartito troncato di rosso di azzurro e di azzurro - crocetta patente di argento su rosso - giglio di oro su azzurro - monte a 3 cime di verde in basso su azzurro (citato in LEOM) |
|        | Felici (Firenze) D'azzurro, al leone reciso d'argento, tenente una corona radiata d'oro (citato in (9)) |
|        | Felici (Siena) Di..., al monte di sei cime di... sorgente dal fiume di..., e sormontato da un'aquila dal volo abbassato di...; il tutto accompagnato da tre stelle a otto punte di..., due nei cantoni del capo e una in punta (citato in (9)) |
|        | Felici (Cagli) (la blasonatura non è stata ancora caricata) (citato in DAlena) |
|        | Felici (Cesena) (la blasonatura non è stata ancora caricata) (citato in BLCW) Immagine in Blasone Cesenate. |
|        | Feliciangeli (Camerino) partito: nel 1º troncato: a) di argento all'ancora di nero gomenata al naturale; b) di rosso alla sbarra di argento; nel 2º di azzurro alla fortuna alata in piedi sopra una ruota d'oro, vestita di rosso e tenente nella mano sinistra un corno, e corrente sopra una campagna di verde (citato in (4) – Vol. III pag. 115) ancora di nero posta in palo gomenata al naturale su argento - sbarra di argento su rosso - figura della Fortuna in maestà vestita di rosso su ruota di oro su terrazzo di verde su azzurro (citato in LEOM) |
|        | Felicini (Bologna) d'oro, alla felce sradicata di verde (citato in (5) – pag. 128 e in (6) - pag. 315) |
|        | Felini (Compiano) (la blasonatura non è stata ancora caricata) (citato in DAlena) |
|        | Felisi (Ferrara) Titolo: Nobile di Ferrara d'argento all'albero di verde fruttato d'oro, terrazzato di verde (citato in (4) – Vol. III pag. 115) albero di verde su ristretto dello stesso uscente dalla punta fruttato di oro su argento (citato in LEOM) |
|        | Felisio o Felici o De Felix (Rivoli, Carignano, Provenza) Titolo: consignori di Villarfocchiardo Di rosso, alla banda d'argento, carica di tre F, del campo alias Di rosso, alla banda d'argento, carica di tre F, di nero alias Inquartato, di Felisio e di Nemours di Frassinello Motto: Si à Dieu plait tout bien sera - Felices fuerunt fideles (citato in (11)) |
|        | Felissano o Feliciano (Fossano) Troncato di rosso e d'oro alias Troncato di rosso e di nero, con la fascia d'argento sulla partizione (citato in (11)) |
|        | Felissent (Treviso) Titoli: Nobile dell'I. A., conte troncato: a) d'argento, al cherubino al naturale; b) di rosso a tre gigli di giardino al naturale, nodriti nella punta dello scudo (citato in (4) – Vol. III pag. 115) cherubino al naturale su argento - 3 gigli di giardino posti a ventaglio uscenti dalla punta al naturale su rosso (citato in LEOM) Cimiero: tre penne di struzzo una rossa fra due di argento Motto: Mea felicitas in Deo |
|        | Feliziani (Gualdo Tadino) d'azzurro allo scaglione d'argento sormontato da una stella di sei raggi d'oro (citato in (4) – Vol. III pag. 116) scaglione di argento su azzurro - stella (6 raggi) di oro in alto su azzurro (citato in LEOM) |
|        | Felloni (Pisa) troncato in scaglione d'azzurro e d'oro allo scaglione di rosso attraversante sulla troncatura, a tre stelle di 8 raggi d'argento nel primo, e al destrocherio di carnagione movente dal fianco sinistro ed impugnante due pugnali con le punte in alto nel secondo (citato in (4) – Vol. III pag. 116) Troncato in scaglione: nel 1º d'azzurro, a tre stelle a otto punte d'argento ordinate in capo; nel 2º d'oro, al destrocherio di carnagione, vestito di..., impugnante due pugnali alti di...; e allo scaglione attraversante di rosso (citato in (9)) scaglione di rosso su troncato in scaglione di azzurro e di oro - 3 stelle (8 raggi) di argento poste in fascia su azzurro - braccio destro di carnagione uscente da destra afferrante 2 pugnali di argento le punte in alto su oro (citato in LEOM) |
|        | Feltreschi (Cesena) (la blasonatura non è stata ancora caricata) (citato in BLCW) Immagine in Blasone Cesenate. |
|        | Feltria della Rovere (Napoletano) (la blasonatura non è stata caricata) (citato in (14)) Notizie storiche in Nobili napoletani. |

### Fen
| Stemma | Casato e blasonatura |
| ------ | --- |
|        | Fenaroli (Brescia, Milano) di rosso ad una banda d'argento, col capo d'oro caricato di un'aquila di nero al volo spiegato coronata del campo (citato in (4) – Vol. III pag. 116 e pag. 118) banda di argento su rosso - capo d'Impero (citato in LEOM) |
|        | Fenaroli (Trieste, Rudiano (Brescia)) troncato: nel primo di azzurro all'aquila di oro, nel 2º di rosso alla banda di argento (citato in (4) – Vol. III pag. 118) aquila di oro su azzurro - banda di argento su rosso (citato in LEOM) |
|        | Fenaroli Valotti (Brescia) di rosso ad una banda d'argento, col capo d'oro caricato di un'aquila di nero al volo spiegato, coronata del campo (citato in (4) – Vol. III pag. 118) |
|        | Fenci (Firenze) Bandato di otto pezzi di nero e d'oro, al palo attraversante d'azzurro (citato in (9)) |
|        | Fenci (Toscana) (DE) 4 Schrägbalken, überdeckt von 1 Pfahl (citato in (20)) |
|        | Fenci o Fenci di Paolo (Toscana) (DE) In Silber 1 roter Löwe (citato in (20)) |
|        | Fenga (Messina) d'azzurro, a due leoni d'oro, contra-rampanti e affrontati all'albero sradicato al naturale (citato in Mango) |
|        | Fenicia (Napoli, Ruvo di Puglia) Titolo: nobile, patrizio di Ravello d'azzurro al pino al naturale terrazzato di verde, accompagnato da due leoni d'argento controrampanti al tronco e sormontato da una fenice del medesimo al volo spiegato (citato in (4) – Vol. III pag. 118, in (12) e in (14)) albero di pino al naturale su terrazzo di verde accostato da - 2 leoni controrampanti di argento su azzurro sormontati da - fenice in volo su azzurro (citato in LEOM) alias d'azzurro alla fenice, rivolta ad un sole al cantone destro, sulla sua immortalità di rosso posta su di un monte di tre cime al naturale (citato in (12)) |
|        | Fenochio (Garessio) Verso la punta dello scudo due mani in fede di carnagione stringenti due rami di fenochio verde fruttati (citato in (11)) |
|        | Fenochio (Cavour) D'azzurro, alla pianta di finocchio, fruttata e sradicata, d'oro, accostata da due leoni d'argento, e accompagnata in capo da cinque stelle, pure d'argento, ordinate in fascia Motto: À toutes saisons (citato in (11)) |
|        | Fenoglio (Nizzardo) Di rosso, al leone nascente d'oro, accompagnato in capo da due stelle dello stesso, in punta da tre piante di finocchio, di verde (citato in (11)) |
|        | Fenoglio de Briga (Briga ?) Di rosso, al leone coronato d'oro, impugnante con le zampe anteriori un ramo di finocchio, al naturale, in palo (citato in (11)) |
|        | Fenol (Venezia) (FR) De gueules, à la bande bretessée de sinople. (citato in http://www.euraldic.com/lasu/bl/bl_f_en.html) |
|        | Fenoni o Fenoni del Bue (Toscana) (DE) In Blau 1 aus dem linken Schildrand hervorkommender goldbekleideter Rechtarm mit rotem Ärmelaufschlag, 1 naturfarbenen Morgenstern haltend und im linken Obereck begleitet von 1 goldenen Lilie (citato in (20)) |
|        | Fenzi (Firenze, America) d'azzurro al destrocherio di carnagione vestito di rosso, movente al fianco destro dello scudo e tenente un giglio d'argento, gambuto e fogliato di verde: al capo cucito di Angiò (citato in (4) – Vol. III pag. 119) braccio destro vestito di rosso uscente da sinistra afferrante con la mano di carnagione un giglio di giardino di argento stelato e fogliato di verde su azzurro - capo d'Angiò (citato in LEOM) (Immagine nella Raccolta stemmi Trippini (JPG).) Motto: In labore virtus |
|        | Fenzi o Fenzi del Lion Bianco (Toscana) (DE) In Blau 1 aus dem rechten Schildrand hervorkommender rotbekleideter Rechtarm mit silbernem Ärmelaufschlag, 1 natürliche grünbeblätterte silberne Lilie haltend und oben begleitet von 1 vierlätzigen roten Turnierkragen mit je 1 goldenen Lilie zwischen (citato in (20)) |
|        | Fenzi (Firenze) Di..., al monte di sei cime di..., le cime laterali cimate da quattro fiori di..., stelati di... alias Di..., alla sbarra di..., accompagnata da un monte di sei cime di..., le cime laterali cimate da quattro fiori di..., stelati di... (citato in (9)) |
|        | Fenzi (Firenze) D'azzurro, al sinistrocherio di carnagione, vestito di rosso, tenente un giglio di giardino al naturale; e al capo cucito d'Angiò (citato in (9)) |
|        | Fenzi (Conegliano Veneto) luna di argento (può essere alternativamente di oro) accompagnata da 2 stelle (5 raggi) di oro su banda di rosso su argento - 4 rose (araldiche) di rosso poste in doppia banda accompagnate da - 2 stelle (5 raggi) di oro poste in sbarra tutto su argento (citato in LEOM) |

### Feo
| Stemma | Casato e blasonatura |
| ------ | --- |
|        | Feo (Toscana) (DE) In Gold 3 schreitende schwarze Vögel, 2:1 gestellt (citato in (20)) |
|        | Fè Ostiani (Brescia, Torino) inquartato: al 1ºe al 4º contro inquartato: al 1º di rosso, al 2º d'argento, al 3º di nero, al 4º di verde; sul tutto due braccia vestite al naturale, poste in sbarra con le mani strette nel centro a darsi fede (Fè): Al 2º e 3º d'argento a una banda di rosso accostata da due porte, una sopra e l'altra sotto, d'oro chiuse da catenacci a serratura nera, con stipiti di marmo, al naturale (Ostiani) (citato in (4) – Vol. III pag. 105) fede posta in sbarra uscente dagli angoli opposti vestita di argento su inquartato di rosso di argento di nero e di verde - banda di rosso su argento - 2 porte poste in sbarra chiuse di oro su argento (citato in LEOM) Motto: Pro fide et Patria |

### Fera
| Stemma | Casato e blasonatura |
| ------ | --- |
|        | Feramola (Cremona) spaccato; nel primo d'azzurro ad una corona d'oro di cinque punte, attraversata in palo da una freccia d'argento con la punta rivolta verso il basso e accostata da due stelle d'oro di sei raggi; nel secondo di rosso a due leoni d'argento moventi da un terreno di verde e controrampanti ad una colonna di marmo bianco al naturale sormontata da una ruota di sei raggi d'argento (citato in BLCR) Immagine in Blasonario Cremonese (archiviato dall'url originale il 22 aprile 2017). alias d'azzurro ad un bossolo d'oro, girato da due leoni affrontati dello stesso; col capo d'argento caricato da una nuvola al naturale, dalla quale si sprigiona un fulmine diretto verso il fianco sinistro, accostata da due stelle d'azzurro (citato in BLCR) Immagine in Blasonario Cremonese (archiviato dall'url originale il 22 aprile 2017). |
|        | Ferandi (Pontremoli) donna di carnagione in maestà poggiante il piede destro su globo di argento afferrante con le anteriori una lancia al naturale punta al basso posta in banda su azzurro affiancata da - 2 stelle (5 raggi) di oro su azzurro (citato in LEOM) |
|        | Ferandi da Vico (Pisa) Di rosso, al monte di sei cime di verde, e alla banda attraversante d'oro (citato in (9)) |
|        | Feraudi o Ferraud o Feraudy o Feraud Titolo: barone di Villy le Bouveret d'azzurro, all'Ercole colla clava, passante nella pianura erbosa, al naturale (citato in (19)) Motto: Fortes creatur fortibus |

### Ferd
| Stemma | Casato e blasonatura |
| ------ | --- |
|        | Ferdani (Pontremoli) di azzurro alla donna di carnagione scarmigliata poggiante col piede destro sopra un globo d'argento, la gamba sinistra piegata, attraversante sulla destra, e tenente con le mani un giavellotto di ferro al naturale, accostata ai fianchi da due stelle di 5 raggi d'oro (citato in (4) – Vol. III pag. 119) D'azzurro, alla figura femminile nuda di carnagione (Fortuna), in piedi con le gambe incrociate su un globo d'argento, e tenente a sinistra con ambo le mani una lancia bassa al naturale; il tutto accompagnato ai lati da due stelle a cinque punte d'oro (citato in (9)) |

### Fere
| Stemma | Casato e blasonatura |
| ------ | --- |
|        | Fererius o Ferrero o Ferreri (Saluzzo ?, Vercelli ?) D'argento, al leone d'azzurro, coronato d'oro (citato in (11))                                                 |
|        | Feretta o Ferretti (Ovada) Di porpora, al leone d'oro, con una banda d'argento, caricata di tre stelle di sei raggi d'oro, attraversante sul tutto (citato in (30)) |

### Feri
| Stemma | Casato e blasonatura                                                                                   |
| ------ | --- |
|        | Feria (Cosenza) Di verde alla croce d'argento accantonata da 4 rose d'oro (citato in DAlena e in BLCL) |
|        | Ferino (Craveggia) Titolo: contio dell'Impero Francese (solo arma napoleonica) (citato in (11))        |

### Ferl
| Stemma | Casato e blasonatura |
| ------ | --- |
|        | Ferla (Vercelli) D'azzurro, al bastone pastorale d'oro posto in palo, con il capo d'azzurro (cucito), carico di un'aquila coronata, di nero (cucita) alias D'azzurro, al bastone pastorale d'argento, con il ricciolo d'oro (posto in palo), con il capo di [...] (citato in (11)) |

### Ferm
| Stemma | Casato e blasonatura                                                                                     |
| ------ | --- |
|        | Fermo (Venezia) (FR) Tranché de gueules sur or. (citato in http://www.euraldic.com/lasu/bl/bl_f_er.html) |

### Fern
| Stemma | Casato e blasonatura |
| ------ | --- |
|        | Fernandes (Livorno) D'azzurro, allo scaglione d'oro cimato da un'ancora dello stesso, e accompagnato da tre spade basse d'argento, guarnite d'oro, 2.1 (citato in (9)) |
|        | Fernandez (Sicilia) d'oro, all'albero di verde accostato da un cane al naturale, legato e da nove conchiglie dello stesso, situate in orlo (citato in Mango) |
|        | Fernandez Pannone (Napoletano) (la blasonatura non è stata ancora caricata) (citato in (14)) |
|        | Fernazza (Pinerolo) Troncato di rosso e d'argento, al leone dell'uno nell'altro (citato in (11)) |
|        | Fernex de Montgex (Savoia) Partito, d'argento, al leone di rosso, coronato d'oro, e d'azzurro in due lance d'argento, in decusse, accantonate da quattro stelle dello stesso (citato in (11))                                                                                   |
|        | Ferniani (Faenza) d'oro all'aquila spiegata di nero, coronata del campo, sopra un mare al naturale, leggermente increspato (citato in (4) – Vol. III pag. 121) aquila di nero coronata di oro su oro - mare al naturale leggermente increspato in punta su oro (citato in LEOM) |

### Fero
| Stemma | Casato e blasonatura |
| ------ | --- |
|        | Feroldi (Civita Castellana, Nuvolera (Brescia)) leone rampante fasciato di verde e di argento su rosso (citato in LEOM) |
|        | Feroldi Antonisi (Civita Castellana, Nuvolera (Brescia)) di rosso al leone d'oro (citato in (4) – Vol. III pag. 122) leone rampante di oro su rosso (citato in LEOM) |
|        | Feroldo (Saluzzo) Uno scudo rosso caricato di un leone rampante d'oro cinto nel mezzo da due sbarre, cioè la superiore rossa, la seconda d'azzurro e la terza d'argento Motto: Numquam desistam (citato in (11)) |
|        | Ferondi (Ravenna) d'azzurro, a due leoni rampanti addossati d'oro, lampassati e armati di rosso (citato in CROL – pag. 15 e in (5) - pag. 98) |
|        | Feroni (Firenze) d'azzurro, al destrocherio armato impugnante una spada alta in palo, il tutto al naturale, e sormontato dal giglio d'oro (citato in (4) - Vol. II pag. 429 e in (5) – pag. 46) |
|        | Feroni (Firenze) D'azzurro, al destrocherio di carnagione, armato al naturale, impugnante in palo una spada d'argento, e sormontato da un giglio d'oro (citato in (9)) alias D'azzurro, al destrocherio di carnagione, armato al naturale, impugnante in sbarra una spada d'argento, e sormontato da un giglio d'oro (citato in (9)) (DE) In Blau 1 aus dem linken Schildrand hervorkommender geharnischter Rechtarm, 1 silbernes Schwert haltend und im linken Obereck begleitet von 1 goldenen Lilie (citato in (20)) |

### Ferra
| Stemma | Casato e blasonatura |
| ------ | --- |
|        | Ferrà (Ittiri) d'azzurro al leone d'oro colle branche d'argento (citato in (4) – Vol. III pag. 123 e in DAlena) leone rampante di oro con zampe di argento su azzurro (citato in LEOM) Cimiero: elmo da nobile ornato dei lambrecchini degli smalti dello scudo |
|        | Ferra o Ferro (Ovada) Di porpora, alla colomba tenente colla zampa destra un ferro di cavallo, sostenuta da un monte movente dalla punta, il tutto al naturale; col capo d'azzurro, caricato di tre sbarre scorciate d'oro (citato in (30)) |
|        | Ferracani (Prato) D'azzurro, al cane rampante d'argento, collarinato di... (citato in (9)) |
|        | Ferragalli (Cesena) (la blasonatura non è stata ancora caricata) (citato in BLCW) Immagine in Blasone Cesenate. |
|        | Ferragatta (Biella) Di rosso, al gatto inferocito, tenente con le zampe anteriori un'ascia, il tutto d'argento, con il capo d'oro, carico di un'aquila coronata, di nero alias Di rosso, al gatto inferocito, tenente con le zampe anteriori un martello (?), il tutto d'argento, con il capo d'oro, carico di un'aquila coronata, di nero (citato in (11)) |
|        | Ferragatta (Carmagnola) Di [...], al gatto di [...] rampante, tenente un martello, con il capo d'oro, carico di un'aquila di nero (citato in (11)) |
|        | Ferragradi (Firenze) D'azzurro, al destrocherio di carnagione, vestito d'argento, tenente in palo un ferro da orafo dello stesso (citato in (9)) |
|        | Ferraguti (Milano, Roma) Titolo: Nobile di Ferrara d'azzurro al leone d'oro tenente un castello dello stesso, movente da un'incudine d'argento, terrazzata di verde, accostata da due picche d'argento poste in palo e addestrata da un sole d'oro uscente dal canto destro del capo (citato in (4) – Vol. III pag. 123) leone rampante di oro tenente una torre dello stesso tra le anteriori su - incudine di argento su terrazzo di verde su azzurro affiancato da - 2 lance di argento (picche) poste in palo infitte nel terrazzo su azzurro - sole raggiante di oro uscente dal canton sinistro del capo su azzurro (citato in LEOM) |
|        | Ferraguti (Camerino, Bologna) di azzurro semipartito e troncato d un filetto d'oro: nel primo a tre chiodi di ferro nero con la punta all'ingiù, impugnati; nel 2º alla torre di due palchi, aperta e finestrata di nero, sormontata da una cometa posta in banda nel cantone destro superiore, il tutto d'oro; nel 3º a tre monti di verde moventi dalla punta (citato in (4) – Vol. III pag. 124) semipartito e troncato da un filetto di oro posto in palo fascia su azzurro - 3 chiodi di nero intrecciati su azzurro - torre (2palchi) di oro merlata di 3 merli in alto e di 4 inferiormente alla ghibellina su azzurro - cometa di oro in banda in alto a sinistra - monte a 3 cime di verde uscente dalla punta su azzurro (citato in LEOM) |
|        | Ferraguti (Pistoia) Fasciato ondato d'oro e di nero alias D'oro, a tre fasce ondate di nero (citato in (9)) |
|        | Ferraioli (Roma, Salerno) di azzurro alla torre d'oro aperta e finestrata del campo, terrazzata di verde (citato in (4) – Vol. III pag. 124) torre di oro alla guelfa su terrazzo di verde su azzurro aperta e finestrata del campo (citato in LEOM) Motto: Virtute et labore pradii |
|        | Ferraloro (Sicilia) di rosso, alla croce d'oro, accantonata da un ferro di cavallo dello stesso (citato in Mango) di rosso, con croce d'oro accantonata nel primo cantone da un ferro di cavallo dello stesso (citato in (17)) Notizie storiche in Famiglie nobili di Sicilia. |
|        | Ferrandi (Pisa) D'oro, alla banda d'azzurro, accompagnata da due aquilotti dal volo abbassato di nero, 1.1 (citato in (9)) |
|        | Ferrandi o Ferrando (Susa) Titolo: consignori di Bussoleno, Chiavrie, Giaglione, Mattie D'azzurro a tre spade, al naturale, le laterali rovesciate, con la fascia d'oro attraversante alias Scaccato d'argento e di rosso Motto: Jus in armis (citato in (11)) |
|        | Ferrandi (Cesena) (la blasonatura non è stata ancora caricata) (citato in BLCW) Immagine in Blasone Cesenate. |
|        | Ferrandino (Ivrea) Trinciato di rosso e d'azzurro, alla banda di nero (cucita), carica di una stella d'argento, accompagnata da un leone nascente d'oro sopra il rosso (citato in (11)) |
|        | Ferrante (Napoli) Titolo: marchese di Ruffano, Torrepadula, e Cordiglione d'azzurro al ferro di cavallo posto in banda con otto chiodi d'oro e coronato del medesimo (citato in (4) – Vol. III pag. 124, in (12) e in (14)) ferro di cavallo posto in banda con 8 chiodi di oro su azzurro sormontato da - una corona all'antica di oro su azzurro (citato in LEOM) |
|        | Ferrante (Cosenza) D'azzurro al ferro di cavallo coronato d'oro in banda (citato in DAlena e in BLCL) |
|        | Ferrante (Calabria, Rutigliano) d'azzurro al ferro di cavallo d'oro coronato dello stesso posto in banda (citato in (29)) |
|        | Ferrante (Reggio Calabria, Messina) d'azzurro, al ferro di cavallo d'argento (citato in Mango) |
|        | Ferranti (Firenze) Troncato: nel 1º d'oro, alla lettera maiuscola F di nero; nel 2º palato d'oro e di rosso alias Palato di sei pezzi d'oro e di rosso; con il capo d'oro caricato della lettera maiuscola F di nero (citato in (9)) |
|        | Ferranti (Toscana) (DE) Unter 1 goldenen Schildhaupt in Silber 2 rote Pfähle (citato in (20)) |
|        | Ferranti (Pistoia) D'azzurro, al leone d'oro, lampassato di rosso, e alla banda attraversante di rosso alias D'azzurro, al leone d'oro, lampassato di rosso, e alla banda attraversante d'argento (citato in (9)) |
|        | Ferranti (Pistoia) Inquartato decussato: il 1º d'argento, il 2º e 3º d'oro, il 4º di rosso; all'albero di pino sradicato attraversante al naturale (citato in (9)) |
|        | Ferranti (Cesena) (la blasonatura non è stata ancora caricata) (citato in BLCW) Immagine in Blasone Cesenate. |
|        | Ferrantini (Firenze) Scaccato d'argento e d'azzurro (citato in (9)) |
|        | Ferrantini (Toscana) (DE) Blau-silber geschacht (citato in (20)) |
|        | Ferrara (Napoli) d'azzurro, alla fascia abbassata accompagnata in capo da un compasso aperto accostato da tre stelle e in punta da tre monti, il tutto d'oro (citato in (2) – pag. 157) |
|        | Ferrara, Ferrari o Ferrario (Modica, Palermo) Titolo: signore di Bertavilla; nobile di azzurro, al ponte di tre archi d'oro, sormontato da tre torri merlate dello stesso, con la riviera fluttuosa d'argento e del campo ponte a 3 luci di oro su fiume fluttuoso di argento su azzurro - 3 torri sul ponte di oro su azzurro (citato in LEOM) alias di rosso, al leone d'oro leone rampante di oro su rosso (citato in LEOM) alias troncato, con la fascia in divisa d'oro attraversante, nel 1º d'azzurro, al compasso aperto sostenuto dalla fascia, accompagnato da tre stelle di otto raggi, il tutto d'oro; nel 2º d'azzurro, al monte di tre cime d'oro, ciascuna cima fiammeggiante di rosso (citato in (4) – Vol. III pag. 126, in (12), in Mango e in (17)) fascia di oro su azzurro - compasso aperto punte al basso di oro - 3 stelle (8 raggi) dello stesso poste 2,1 in alto su azzurro - 3 monti di oro uscenti dalla punta al naturale infiammati di rosso su azzurro (citato in LEOM) Notizie storiche in Famiglie nobili di Sicilia. |
|        | Ferrara (Napoli, Altavilla Silentina, Roma) d'azzurro alla fascia accompagnata in capo da un compasso aperto in capriolo accostato da tre stelle di sei raggi, due in capo, una fra le punte del compasso, ed in punta da un monte di tre cime, il tutto d'oro (citato in (4) – Vol. III pag. 126 e in DAlena) fascia di oro su azzurro - compasso aperto punte al basso di oro in alto su azzurro - 3 stelle (6 raggi) di oro poste 2,1 su azzurro in alto - monte a 3 cime di oro uscente dalla punta su azzurro (citato in LEOM) Motto: Fides rara |
|        | Ferrara Pignatelli di Strongoli (Napoli) partito: nel 1º di Ferrara che è d'azzurro alla fascia accompagnata in capo da un compasso aperto in capriolo accostato da tre stelle di sei raggi, due in capo, una fra le punte del compasso, ed in punta da un monte di tre cime, il tutto d'oro; nel 2º di Pignatelli di Strongoli che è d'oro a tre pignatte di nero (citato in (4) – Vol. III pag. 126) fascia di oro su azzurro - compasso aperto punte al basso di oro in alto su azzurro - 3 stelle (6 raggi) di oro poste 2,1 su azzurro in alto - monte a 3 cime di oro uscente dalla punta su azzurro - 3 pignatte di nero poste 2,1 su oro (citato in LEOM) Motto: Fides rara |
|        | Ferraresi (Ferrara, Modena, Mirandola) Titolo: Nobile di Ferrara semipartito troncato: nel 1º diviso da uno scaglione di rosso: a) d'azzurro a due gigli d'oro; b) di oro al leone al naturale (Ferraresi di San Felice); nel 2º d'azzurro al cervo d'oro saliente verso un pino di verde su terreno dello stesso; una stella d'oro di 6 raggi nel canton sinistro del capo (Ferraresi di Ferrara o Ferraresi dei Boschetti); nel 3º d'azzurro alla freccia d'argento posta in palo, volta all'insù e accompagnata in capo d tre stelle d'oro di 6 punte, male ordinate (Conti Carli) (citato in (4) – Vol. III pag. 128) scaglione di rosso su troncato in scaglione di azzurro e di oro - 2 gigli di oro su azzurro - leone rampante al naturale su oro - cervo di oro passante su erta di verde verso - un albero di pino (silvestre) di verde su azzurro - stella (6 raggi) di oro in alto a destra su azzurro - freccia di argento posta in palo punta in alto su azzurro - 3 stelle (6 raggi) di oro poste 1,2 in alto su azzurro (citato in LEOM) Motto: Fortuna non mutat genus |
|        | Ferraresi di Ferrara o Ferraresi dei Boschetti d'azzurro al cervo d'oro saliente verso un pino di verde su terreno dello stesso; una stella d'oro di 6 raggi nel canton sinistro del capo (citato in (4) – Vol. III pag. 128) |
|        | Ferraresi di San Felice diviso da uno scaglione di rosso: a) d'azzurro a due gigli d'oro; b) di oro al leone al naturale (citato in (4) – Vol. III pag. 128) |
|        | Ferrari (Livorno) troncato: nel 1° di rosso all'aquila spiegata d'oro; nel 2° d'azzurro a tre ferri di cavallo ordinati in fascia e rovesciati d'argento, e la fascia in divisa d'oro attraversante (citato in (2) – pag. 257 e in DAlena) |
|        | Ferrari (Rimini) d'azzurro, al compasso aperto accompagnato in capo da tre stelle male ordinate e in punta da un monte di tre cime, il tutto d'argento (citato in (2) – pag. 157) |
|        | Ferrari (Padova, Dalmine (Bergamo), Firenze) troncato, al primo d'oro all'aquila di nero coronata del campo, al secondo fasciato di rosso e d'oro (citato in (4) – Vol. III pag. 130) aquila di nero coronata di oro su oro - fasciato di rosso e di oro (citato in LEOM) |
|        | Ferrari (Gozzano) di rosso a due fasce di oro; col capo del 2º carico di un'aquila coronata di nero (citato in (4) – Vol. III pag. 131) |
|        | Ferrari (Modena) partito: nel 1º d'argento a tre ferri di cavallo al naturale, male ordinati; nel 2º di azzurro ad un grappolo di uva gambuto e fogliato di due pezzi, il tutto al naturale (citato in (4) – Vol. III pag. 131) 3 ferri di cavallo in palo posti 1,2 al naturale su argento - grappolo di uva al naturale posto in palo su azzurro (citato in LEOM) |
|        | Ferrari (Carpi, Reggio Emilia) troncato: nel 1º d'oro all'aquila di nero; nel 2º d'azzurro alla testa femminile di moro, bendata di argento, sinistrata da una stella (6) d'oro; colla fascia attraversante sulla partizione, interzata nel senso della pezza, di rosso, d'oro, di verde; ed il rosso caricato di tre stelle (6) d'oro (citato in (4) – Vol. III pag. 131 e pag. 134) fascia interzata in fascia di rosso di oro e di verde il rosso caricato di 3 stelle (8 raggi) di oro su - troncato di oro e di azzurro - aquila di nero su oro - testa femminile di mora di profilo al naturale attorcigliata di argento su azzurro in basso - stella (6 raggi) di oro in alto a destra su azzurro (citato in LEOM) |
|        | Ferrari (Modena) di rosso, a tre scaglioni d'argento, alla fascia di azzurro rialzata, caricata di tre stelle (6) d'oro, attraversante sul tutto, col capo di oro caricato di un'aquila coronata di nero (citato in (4) – Vol. III pag. 132) |
|        | Ferrari (Piacenza) di argento al leone al naturale appoggiato colla zampa sinistra su una incudine di nero posta sulla campagna e tenente nella destra un martello alzato, il tutto al naturale (citato in (4) – Vol. III pag. 136) leone rampante al naturale afferrante con la zampa destra un martello dello stesso nell'atto di battere - una incudine di nero su terrazzo al naturale su argento (citato in LEOM) |
|        | Ferrari (Roma) di rosso al leone al naturale, coronato d'oro, armato di spada d'argento, accompagnato in punta da sette bisanti dello stesso, ordinati a semicerchio (citato in (4) – Vol. III pag. 138) |
|        | Ferrari (Roma) partito di Ferrari, che è di rosso al leone al naturale, coronato d'oro, armato di spada d'argento, accompagnato in punta da sette bisanti dello stesso, ordinati a semicerchio, e di Petrini, che è troncato: sopra d'azzurro alla testa di moro al naturale, uscente dalla troncatura, tenente in bocca un ramoscello d'olivo dello stesso, attortigliata di rosso con due ramoscelli d'olivo pure al naturale, trattenuti uno in fronte, l'altro all'occipite dalla benda, con le anella d'oro alle orecchie; sotto fasciato di rosso e d'argento (citato in (4) – Vol. III pag. 138) leone rampante al naturale coronato di oro reggente in destra una spada di argento posta in palo punta in alto su rosso - 7 palle di argento poste in semicerchio in basso su rosso - testa di moro al naturale di profilo avente in bocca un ramoscello di olivo dello stesso attorcigliata di rosso uscente dalla partizione su azzurro - fasciato di rosso e di argento (citato in LEOM) Cimiero: un'aquila d'oro in atto di spiccare il volo |
|        | Ferrari (Roma, Ceprano) leone rampante di oro tenente spada di argento posta in palo punta in alto in destra su rosso - 4 stelle (6 raggi) di oro poste 1,2,1 su azzurro - 3 spighe di grano di oro poste a ventaglio su azzurro - compasso aperto punte al basso di oro sormontato da - 3 stelle (6 raggi) di oro poste 1,2 - monte a 3 cime di oro uscente dalla partizione su azzurro in capo (citato in LEOM) |
|        | Ferrari (Torino, Alessandria, Orsara) troncato: al 1º d'oro, all'aquila coronata, di nero; al 2º di argento al castello di rosso fondato sulla campagna di verde aquila coronata di nero su oro - castello di rosso su terrazzo di verde su argento (citato in LEOM) (citato in (4) – Vol. III pag. 139) alias d'argento al castello di rosso fondato sulla campagna di verde; al capo d'oro, all'aquila coronata di nero (citato in (4) – Vol. III pag. 139) castello di rosso su terrazzo di verde su argento - aquila coronata di nero su oro in capo (citato in LEOM) Sostegni: due grifoni, armati d'azzurro |
|        | Ferrari (Rivalta Bormida, Alessandria, Torino) Titolo: marchesi di Castelnuovo Bormida; conti di Montaldo, Orsara Troncato, al 1° d'oro, all'aquila coronata, di nero (talora come capo), al 2° d'argento al castello di rosso fondato sulla campagna di verde alias D'oro, al castello di rosso, sormontato da un'aquila, di nero (citato in (11)) |
|        | Ferrari (Alessandria, Solero) Titolo: conti di Marengo, Spinetta; signori di Castelletto d'Erro; consignori di Olivola, Oviglio, Rocchetta Palafea, Serralunga Di rosso, alla croce di S. Andrea d'oro, con il capo del secondo carico di un'aquila di nero, coronata d'argento (citato in (11)) |
|        | Ferrari (Alessandria) Di nero, a due fasce d'oro, con il capo del secondo, carico di un'aquila coronata, del primo, accostata da due ferri di cavallo, il tutto di nero alias Di nero, a due fasce d'oro, quella più in alto carica di tre ferri di cavallo, di nero, con il capo del secondo, carico di un'aquila coronata, del primo alias Di nero, alla fascia d'oro, carica di tre ferri di cavallo, d'azzurro, con il capo del secondo, carico di un'aquila coronata, di nero alias D'argento, al leopardo al naturale, illeonito, tenente una palma di verde (citato in (11)) |
|        | Ferrari (Tortona) Troncato, d'azzurro all'aquila coronata, di nero, (cucita), e di rosso, a tre ferri di cavallo, di nero, 2, 1 (cuciti) (citato in (11)) |
|        | Ferrari o Ferraris ? (Novara) Di rosso, all'incudine sormontata da un martello in fascia, il tutto d'argento (citato in (11)) |
|        | Ferrari (Gozzano, Torino, Oleggio, Milano) Titolo: baroni, nobili di rosso a due fasce d'oro, col capo del secondo, carico di un'aquila di nero, coronata del campo Cimiero: l'aquila, del campo, nascente (citato in (4) – Vol. III pag. 140 e in (11)) |
|        | Ferrari (Firenze, Padova) Titolo: Nobile troncato, al 1º d'oro all'aquila coronata di nero; al 2º fasciato di rosso e d'oro di 6 pezzi (citato in (4) – Vol. III pag. 141) aquila coronata di nero su oro - fasciato di rosso e di oro (citato in LEOM) |
|        | Ferrari (Verona, Tregnago (Verona), Padova) Titolo: Nobile troncato: al 1º di azzurro all'aquila di nero, coronata dello stesso; al 2º fasciato d'oro e d'azzurro di quattro pezzi (citato in (4) – Vol. III pag. 141) aquila coronata di nero su azzurro - fasciato di oro e di azzurro (4 pezzi) (citato in LEOM) |
|        | Ferrari (Trento) Titolo: Nobile dell'I. A. col predicato di Kellerhof partito e troncato: a) d'azzurro alla figura della giustizia in maestà con la veste lunga e sopraveste che dal fianco destro si appoggia sulla spalla sinistra, con gli occhi bendati e tenente con la mano destra una spada in palo e con la sinistra una bilancia in bilico, il tutto d'oro; b) di rosso al leone d'oro linguato di rosso con la testa rivoltata; c) di argento alla quercia al naturale, nodrita sulla campagna di verde (citato in (4) – Vol. III pag. 142) figura della Giustizia in maestà al naturale su azzurro - leone rampante testa rivolta di oro su rosso - albero di quercia al naturale nodrito su terrazzo di verde su argento (citato in LEOM) Cimiero: quattro penne di struzzo, d'argento, d'azzurro, d'oro e di rosso |
|        | Ferrari (Cosenza) Di rosso al monte all'italiana di 3 cime d'oro uscente dalla punta ed accompagnato in capo da un compasso aperto d'oro accostato da due stelle a 8 punte dello stesso (citato in DAlena e in BLCL) |
|        | Ferrari (Cosenza) D'azzurro al monte all'italiana di 3 cime d'oro uscente dalla punta e accompagnato in capo da un compasso aperto d'oro. Al filetto di rosso in banda attraversante sul tutto (citato in DAlena e in BLCL) |
|        | Ferrari (Catanzaro) D'azzurro al monte all'italiana di tre cime d'oro uscente dalla punta accompagnato in capo da un compasso aperto d'oro accantonato da tre stelle a sei punte dello stesso (citato in DAlena e in BLCL) |
|        | Ferrari (Tropea) d'azzurro al monte all'italiana di tre cime d'oro uscente dalla punta e accompagnato in capo da un compasso aperto d'oro accantonato da tre stelle a sei punte dello stesso (citato in BLCL) d'azzurro ai tre monti all'italiana di oro sormontati da un compasso aperto ed in capo tre stelle a sei punte dello stesso (citato in BLCL) Immagine in Tropea Magazine. |
|        | Ferrari (Tropea) D'azzurro al monte all'italiana di tre cime uscente dalla punta d'oro accompagnato in capo da un compasso aperto dello stesso (citato in BLCL) |
|        | Ferrari (Catanzaro) D'azzurro al monte al naturale di tre cime di verde uscente dalla punta accompagnato in capo da un compasso aperto d'oro accantonato da tre stelle a sei punte dello stesso e sormontato da un'aquila pure d'oro sostenuta da una fronda di verde (Immagine nella Raccolta stemmi Trippini (JPG).) |
|        | Ferrari (Scala) (la blasonatura non è stata ancora caricata) (citato in DAlena) |
|        | Ferrari (Rimini) D'azzurro al compasso aperto accompagnato in capo da 3 stelle male ordinate e in punta da un monte di 3 cime il tutto d'argento (citato in DAlena) |
|        | Ferrari o Ferraro (Sicilia) Titolo: barone di Lazzarino, Ciliare, Mazzacalaro di azzurro, con un ponte di tré archi d'oro sormontato da tre torri merlate dello stesso, con la riviera fluttuosa d'argento (citato in (17)) Corona di barone Notizie storiche in Famiglie nobili di Sicilia. |
|        | Ferrari (Brescia) (la blasonatura non è stata ancora caricata) |
|        | Ferrari (Roma) (la blasonatura non è stata ancora caricata) (Immagine nell' Archivio Storico Capitolino (PDF) (archiviato dall'url originale il 4 marzo 2016).) |
|        | Ferrari (Cesena) (la blasonatura non è stata ancora caricata) (citato in BLCW) Immagine in Blasone Cesenate. |
|        | Ferrari o Ferrari Ardicini (Gozzano, Torino) di rosso a due fasce d'oro, col capo del secondo, carico di un'aquila di nero, coronata del campo Cimiero: l'aquila, del campo, nascente (citato in (4) – Vol. III pag. 140 e in (11)) 2 fasce di oro su rosso - aquila coronata di nero su oro in capo (citato in LEOM) Cimiero: l'aquila, del campo, nascente |
|        | Ferrari Bravo (Venezia, Napoli, Bari, Treviso, Montevarchi (Arezzo)) Titolo: Conte di Cesana partito di verde e di rosso al drago dell'uno all'altro, cucito (citato in (4) – Vol. III pag. 143) drago rampante partito di rosso e di verde su partito di verde e di rosso (citato in LEOM) |
|        | Ferrari Corbelli Greco (Firenze) inquartato: nel 1º e 4º partito: a) d'oro alla testa di moro bendata di argento; b) d'oro al corvo di nero posto sopra terreno verde, attraversato nel collo da un lambello con quattro gocce di rosso; col capo d'oro all'aquila di nero; nel 2º e 3º d'argento al braccio sinistro coperto d'armatura, tenente una mazza di ferro; col capo d'azzurro, caricato di due stelle ad otto punte d'oro, poste in fascia (citato in (4) – Vol. III pag. 133) testa di moro di profilo al naturale attorcigliata di argento su oro - uccello corvo di nero su terrazzo di verde attraversato da - lambello (4gocce) di rosso su oro - capo d'Impero - braccio sinistro armato uscente da sinistra afferrante con la mano di carnagione una mazza d'arme posta in banda su argento - 2 stelle (8 raggi) di oro su azzurro in capo (citato in LEOM) Motto: Aut mori |
|        | Ferrari da Grado (Voghera, Genova) partito: nel 1º di rosso al leone d'oro tenente una grata di ferro e attraversato da una fascia d'argento, col capo d'oro caricato di un'aquila coronata di nero; nel 2º di rosso al leone d'oro rivoltato, tenente un calice dello stesso e attraversato da una gemella in fascia d'argento, col capo d'oro caricato di un'aquila coronata di nero (citato in (4) – Vol. III pag. 130) fascia di argento su - leone rampante di oro tenente in destra una grata di ferro su rosso - aquila coronata di nero su oro in capo - gemella in fascia di argento su - leone rampante rivolto di oro tenente nella zampa anteriore sinistra una coppa dello stesso su rosso - aquila coronata di nero su oro in capo (citato in LEOM) |
|        | Ferrari dalla Torre (Genova) troncato: con la fascia di rosso sulla troncatura; al 1º di argento al leone uscente al naturale e sostenente colle branche anteriori l'asta di un vessillo spiegato d'azzurro; al 2º d'azzurro alla torre al naturale merlata, aperta e finestrata del campo (citato in (4) – Vol. III pag. 137) fascia di rosso su troncato di argento e di azzurro - leone rampante nascente dalla fascia al naturale sostenente con le anteriori una banderuola bifida di azzurro svolazzante a destra su argento - torre al naturale uscente dalla punta su azzurro aperta e finestrata del campo (citato in LEOM) Cimiero: il leone nascente d'azzurro Supporti: due leoni al naturale |
|        | Ferrari d'Arco (Fiesole) Troncato: nel 1º d'argento, a tre archi da arciere al naturale, posti in banda e ordinati in fascia; nel 2º d'oro, all'aquila bicipite dal volo spiegato di nero, tenente con la sinistra una spada alta d'argento e con la destra uno scettro d'oro (citato in (9)) |
|        | Ferrari d'Epaminonda (Cosenza) d'azzurro al compasso aperto in capriolo, accostato in capo da tre stelle di sei raggi, ed in punta da un monte di tre cime, il tutto d'oro (citato in (4) – Vol. III pag. 135) compasso aperto punte al basso di oro accompagnato da - 3 stelle (6 raggi) dello stesso poste 1,2 - monte a 3 cime di oro uscente dalla punta tutto su azzurro (citato in LEOM) |
|        | Ferrari di Parabita (Parabita) d'azzurro al compasso aperto in capriolo, accostato in capo da tre stelle di sei raggi, ed in punta da un monte di tre cime, il tutto d'oro (citato in (4) – Vol. III pag. 135) compasso aperto punte al basso di oro accompagnato da - 3 stelle (6 raggi) dello stesso poste 1,2 - monte a 3 cime di oro uscente dalla punta tutto su azzurro (citato in LEOM) |
|        | Ferrari Lelli (Modena) troncato: nel 1º d'azzurro, all'aquila di nero; nel 2º d'oro al busto d'uomo con baffi e pizzo al naturale, di profilo a sinistra, vestito di azzurro e bendato di argento (citato in (4) – Vol. III pag. 132) aquila di nero su azzurro - testa e collo di uomo di profilo rivolto barbuto al naturale vestito di azzurro attorcigliato di argento su oro (citato in LEOM) |
|        | Ferrari Moreni (Modena) di rosso, partito da un filetto di nero: nel 1º a tre scaglioni d'argento, alla fascia di azzurro rialzata, caricata di tre stelle (6) d'oro, attraversante sul tutto, col capo di oro caricato di un'aquila coronata di nero (Ferrari); nel 2º, al palo d'argento caricato di tre more di rosso, gambute e fogliate di due pezzi di verde (Moreni) (citato in (4) – Vol. III pag. 132) 3 stelle (6 raggi) di oro su fascia di azzurro su - 3 scaglioni di argento su rosso - aquila coronata di nero su oro in capo - 3 frutti di moro (?) di rosso stelati e fogliati di verde su palo di argento su rosso (citato in LEOM) Cimiero: un leone di nero, uscente, impugnante una mora di rosso, gambuta e fogliata di due pezzi di verde (Moreni) |
|        | Ferrari Nasi (Modena) partito: nel 1º che è di Ferrari, troncato a) d'oro all'aquila di nero, b) d'azzurro alla testa femminile di moro, bendata d'argento sinistrata da una stella (6) d'oro, colla fascia attraversante sulla partizione, interzata nel senso della pezza, di rosso, d'oro e di verde, ed il rosso caricato di tre stelle di sei raggi d'oro; nel 2º che è di Nasi, d'argento a,,a fascia di nero accompagnata sopra e sotto da una testa di moro, bendata d'argento (citato in (4) – Vol. III pag. 134) fascia interzata in fascia di rosso di oro e di verde il rosso caricato di 3 stelle (8 raggi) di oro su - troncato di oro e di azzurro - aquila di nero su oro - testa femminile di mora di profilo al naturale attorcigliata di argento su azzurro in basso - stella (6 raggi) di oro in alto a destra su azzurro - fascia di nero su argento - 2 teste di moro al naturale di profilo attorcigliate di argento poste in palo su argento (citato in LEOM) |
|        | Ferrari Pelati (Parma) d'argento al leone di azzurro rivoltato e tenente con le branche anteriori e con una posteriore un cancello di ferro di quattro sbarre (citato in (4) – Vol. III pag. 137) leone rampante rivolto di azzurro sostenente tra le anteriori e la zampa sinistra posteriore un cancello di ferro al naturale su argento (citato in LEOM) |
|        | Ferrarini (Sarzana) di azzurro all'istrice di nero su pianura di verde sormontata da una mezza luna e da una stella d'oro (citato in (4) – Vol. III pag. 143) istrice passante di nero su terrazzo di verde su azzurro - luna montante di oro sormontata da - stella (5 raggi) dello stesso tutto su azzurro (citato in LEOM) |
|        | Ferrario (Milano) tronc ato: nel 1º di oro all'aquila di nero, coronata del campo; nel 2º d'argento al leone di azzurro (citato in (4) – Vol. III pag. 144) aquila di nero coronata di oro su oro - leone rampante di azzurro su argento (citato in LEOM) Cimiero: quattro penne di struzzo; gialla, nera, bianca, rossa |
|        | Ferraris (Austria) fasciato d'oro e di rosso, col capo d'oro cucito, caricato di un leone di rosso, nascente (citato in (4) – Vol. III pag. 145) (citato in LEOM) fasciato di oro e di rosso - leone rampante nascente di rosso su oro in capo alias d'oro a due fasce di nero, col capo dell'impero (citato in (4) – Vol. III pag. 145) 2 fasce di nero su oro - capo d'Impero (citato in LEOM) Cimiero: l'angelo nascente Motto: Bien souffrir a temps |
|        | Ferraris (Pavese, Cuneo, Torino, Sartirana) Titolo: conte di Celle di Macra d'oro, al decusse d'azzurro; col capo d'oro; carico di un'aquila coronata di nero (citato in (4) – Vol. III pag. 145) D'oro, alla croce di Sant'Andrea d'azzurro, con il capo del primo, cucito, carico di un'aquila coronata, di nero (citato in (11)) d'oro, alla croce di S. Andrea d'azzurro, col capo cucito del primo, all'aquila di nero, coronata dello stesso (citato in (19)) croce di Sant'Andrea di azzurro su oro - aquila coronata di nero su oro in capo (citato in LEOM) alias di azzurro spaccato, con un'aquila nera coronata del medesimo nella parte superiore, e nell'inferiore una croce di Sant'Andrea d'azzurro (citato in (19)) alias d'oro con una croce di Sant'Andrea di azzurro; ed il capo parimenti d'oro sostenuto da una riga di nero, e caricato da un'aquila nera (citato in (19)) alias d'argento, a tre bande d'azzurro (citato in (19)) Cimiero: aquila di nero, linguata di rosso, coronata / un'aquila di nero nell'atto di spiccare il volo / un'aquila simile a quella dell'arma / un'aquila simile nera / il leopardo di verde Motto: Pro fulmine crucem                                                          |
|        | Ferraris (Torino) partito d'argento e di azzurro: il 1º alla inferriata al naturale, che carica tutto il campo; il 2º al leone d'oro, linguato di rosso; col capo concavo d'oro, carico di un'aquila di nero, linguata di rosso (citato in (4) – Vol. III pag. 146) inferriato al naturale su argento - leone rampante di oro su azzurro - aquila di nero su oro in capo convesso (citato in LEOM) Cimiero: leone nascente, tenente un'inferriata Motto: Taurini sustinui labore auxi |
|        | Ferraris (Torino) inferriato di nero su argento - leone rampante di oro su azzurro - aquila di nero su oro in capo convesso (citato in LEOM) |
|        | Ferraris (Alessandria, Brignano) di rosso, al leone sormontato di tre gigli male ordinati, il tutto d'oro; colla banda d'azzurro, in divisa, abbassata e attraversante sul leone (citato in (4) – Vol. III pag. 146) banda abbassata di azzurro su - leone rampante di oro su rosso sormontato da - 3 gigli di oro posti 1,2 su rosso (citato in LEOM) alias di rosso, al leone sormontato di tre gigli male ordinati, il tutto d'oro; colla banda d'azzurro, in divisa, abbassata e attraversante sul leone; al capo dell'impero (citato in (4) – Vol. III pag. 146) banda abbassata di azzurro su - leone rampante di oro su rosso sormontato da - 3 gigli di oro posti 1,2 su rosso - capo d'Impero (citato in LEOM) alias di rosso, al leone sormontato di tre gigli male ordinati, il tutto d'oro; colla banda di nero, in divisa, abbassata e attraversante sul leone; al capo dell'impero (citato in (4) – Vol. III pag. 146) alias di rosso, al leone di nero, armato e linguato di rosso, sormontato di tre gigli male ordinati di rosso; colla banda di nero, in divisa, abbassata e attraversante sul leone; al capo dell'impero (citato in (4) – Vol. III pag. 146) Sostegni: a destra un leone, a sinistra l'uomo selvatico |
|        | Ferraris (Alessandria, Brignano, Frascata) banda abbassata di nero su - leone rampante di oro su rosso sormontato da - 3 gigli di oro posti 1,2 su rosso (citato in LEOM) |
|        | Ferraris (Alessandria, Brignano, Frascata) banda abbassata di nero su - leone rampante di nero su oro sormontato da - 3 gigli di rosso posti 1,2 su rosso (citato in LEOM) |
|        | Ferraris (Erba) d'azzurro al leone d'argento, tenente una gratella di ferro al naturale (citato in (4) – Vol. III pag. 147) leone rampante di argento sostenente una gratella di ferro al naturale con la destra su azzurro (citato in LEOM) |
|        | Ferraris (Crescentino) Titolo: conti di Mombello Inquartato, al 1° e 4° d'argento, al chiodo di passione di nero, legato d'azzurro, al 2° e 3° bandato d'argento e d'azzurro; il tutto al capo d'oro, carico di un'aquila coronata, di nero alias Inquartato, al 1° e 4° d'argento, al chiodo di passione di nero, legato di rosso, al 2° e 3° bandato d'argento e d'azzurro; il tutto al capo d'oro, carico di un'aquila coronata, di nero Motto: Non inferiora (citato in (11)) |
|        | Ferraris (Biella, Austria) Titolo: conti di Occhieppo Inferiore, conti di Taufer (in Austria) Fasciato d'oro e di rosso, con il capo d'oro cucito, carico di un leone di rosso, nascente alias Di nero, a due fasce d'oro, con il capo d'oro, carico di un'aquila di nero alias Troncato, al 1° d'oro, al leone d'azzurro, lampassato di rosso, nascente, al 2° di rosso, a due fasce d'oro alias Inquartato, al 1° e 4° d'argento, al leone d'azzurro, al 2° e 3° partito, I) troncato, a) d'oro, al leone d'azzurro, lampassato di rosso, nascente, b) di rosso, a due fasce d'oro, II) d'oro, all'aquila bicipite di nero, coronata del campo Motto: Bien souffrir à temps (citato in (11)) |
|        | Ferraris (Cherasco) Titolo: conti di Ticinetto, Torre d'Isola Fasciato d'oro e di rosso, con il capo del secondo, carico di un leone del primo, nascente (citato in (11)) |
|        | Ferraris o Ferrari (Casale) Titolo: conti di Ticinetto Troncato di rosso e d'azzurro, con la fascia d'argento sulla partizione, al leone, tenente una graticola, il tutto d'oro, attraversante sul tutto (citato in (11)) |
|        | Ferraris (Sostegno, Torino) Titolo: conti Partito, al 1° d'argento, all'inferriata al naturale che carica tutto il campo, al 2° d'azzurro, al leone d'oro, linguato di rosso, con il capo concavo d'oro, carico di un'aquila di nero, linguata di rosso Motto: Taurini sostinui labore auxi (citato in (11)) |
|        | Ferraris (Biella, Vercelli, Torino) Titolo: consignori di Rodello Fasciato d'oro e di rosso, con il capo d'oro cucito, carico di un leone di rosso, nascente Motto: Chi ben serve e face assai domanda (citato in (11)) |
|        | Ferraris (Villanova d'Asti, Savigliano) Titolo: conti di Genola D'oro, al leone di nero, linguato e armato di rosso, con la fascia dello stesso, attraversante Motto: Ne foedar moriar (citato in (11)) |
|        | Ferraris (Cherasco, Torino) Titolo: conti di Bagnolo D'azzurro, inquartato da un filetto d'oro, al 1° e al 4° al leone d'oro, tenente un'inferriata d'argento, posta in banda; al 2° e 3° a una fascia d'argento Motto: His qui cumulantur sic (citato in (11)) |
|        | Ferraris Titolo: consignori di Belvedere, Ceva, S. Michele D'oro, a tre fasce di nero, con il capo d'oro, cucito, carico di un'aquila coronata, di nero Motto: Medio tutissimus (citato in (11)) |
|        | Ferraris (Asti) Titolo: signori di Serralunga D'azzurro, al leone tenente una graticola, d'oro Motto: Vel durissima ferre (citato in (11)) |
|        | Ferraris (Biella, Milano, Erba, Roma) Titolo: nobili D'azzurro, al leone d'argento, tenente una gratella di ferro, dello stesso (citato in (11)) |
|        | Ferraris D'oro, al monte di verde, accompagnato a destra da una stella, di rosso, e a sinistra da una palma, del secondo Motto: Ardua virtutem (citato in (11)) |
|        | Ferraris di Ceva e Dogliani Di nero, a due fasce d'argento, con il capo d'oro, carico di un'aquila di nero (citato in (11)) |
|        | Ferrarius (Monferrato) D'azzurro, a diciotto stelle d'oro, 7, 6, 5, con il capo d'argento, carico di un'aquila di nero (citato in (11)) |
|        | Ferraro (Napoli) Titolo: nobili d'azzurro, al compasso aperto in capriolo, accompagnato in capo da tre stelle di sei raggi, ed in punta da un monte di tre cime: il tutto d'oro (citato in (4) – Vol. III pag. 147, in (12) e in (14)) compasso aperto punte al basso di oro accompagnato da - 3 stelle (6 raggi) dello stesso poste 1,2 - monte a 3 cime di oro uscente dalla punta tutto su azzurro (citato in LEOM) Motto: Fides rara |
|        | Ferraro di Silvi e Castiglione (Napoli) Titolo: marchese col predicato di Silvi e Castiglione d'azzurro al compasso aperto accompagnato da tre stelle d'oro, in punta di un monte dello stesso (citato in (12)) (d'azzurro al compasso aperto accompagnato da tre stelle d'oro, in punta di un monte dello stesso, alla pianta fogliata di sette pezzi di verde nodrita sul monte centrale) (citato in (14)) Notizie storiche in Nobili napoletani. |
|        | Ferrarotto (Messina, Catania) d'azzurro, alla banda d'oro accostata da cinque cicale dello stesso; tre in capo e due in punta (citato in (2) – pag. 134, in (4) - Vol. III pag. 147, in DAlena, in Mango e in (17)) banda di oro su azzurro - 5 cicale di oro viste di dorso poste in doppia banda 3,2 su azzurro (citato in LEOM) Notizie storiche in Famiglie nobili di Sicilia. Cimiero: un cane nascente d'argento Tenenti: due puttini di carnagione Motto: Dum latrat custodit |
|        | Ferrattini (Umbria) di rosso, alla croce di Sant'Andrea d'oro accantonata da 4 spighe di miglio dello stesso (citato in (2) – pag. 365 e in DAlena) |
|        | Ferraù (Matera) Titolo: nobili d'azzurro a tre monti d'oro accompagnati da un compasso d'oro posto in capriolo, accompagnato nel capo da due (o tre ?) stelle del medesimo (citato in (12)) |
|        | Ferraud (Cuneo) d'azzurro all'Ercole colla clava, passante sulla pianura erbosa, al naturale (citato in (4) – Vol. III pag. 148) Ercole passante di profilo al naturale clava in destra su terrazzo dello stesso su azzurro (citato in LEOM) Motto: Fortes creatur fortibus |
|        | Ferrautti (Firenze) D'azzurro, a tre spade basse poste in banda d'argento, ordinate in palo e alternate a tre stelle a otto punte dello stesso, poggianti a sinistra (citato in (9)) |

### Ferre
| Stemma | Casato e blasonatura |
| ------ | --- |
|        | Ferrera (Firenze) Troncato: nel 1º di..., al capro passante di...; nel 2º di..., cancellato di...; con il capo di..., caricato di una croce patente di... alias Troncato: nel 1º di..., al capro passante di...; nel 2º di..., losangato di... e di...; con il capo di..., caricato di una croce patente di... (citato in (9)) |
|        | Ferreri (Comiso, Palermo) Titolo: nobili dei baroni; barone di Pettineo, Birribaida, Catuso, Anguilla, S. Bartolomeo; nobile dei marchesi d'Anguilla; marchese di Anguilla d'oro, a tre bande d'azzurro (citato in (4) – Vol. III pag. 148, in (12), in Mango e in (17)) 3 bande di azzurro su oro (citato in LEOM) alias di azzurro, a tre bande abbassate sotto una trangla, e tre stelle di cinque raggi ordinate in fascia nel capo, il tutto d'oro (citato in (4) – Vol. III pag. 148, in (12), in Mango e in (17)) d'azzurro, con tre bande d'oro, ed il capo d'azzurro caricato da tre stelle d'oro, sostenuto da una riga dello stesso (citato in (17)) 3 bande di oro su azzurro - 3 stelle (5 raggi) di oro poste in fascia su azzurro in capo - trangla di oro (citato in LEOM) Corona di barone Notizie storiche in Famiglie nobili di Sicilia. Ulteriori notizie storiche in Famiglie nobili di Sicilia. |
|        | Ferreri o Ferrero (Mondovì, Cuneo) Titolo: conte di Castiglione Falletto D'oro, a tre bande di nero (citato in (11) e in (19)) alias Di nero, a tre sbarre d'oro (citato in (11)) alias bande negre e d'oro a sei pezze (bandato di nero e d'oro di sei pezzi) (citato in (19)) Cimeiro: un puttino di carnagione, tenente con la destra una palma di verde, con la sinistra un breve scritto col motto Motto: Innocentia |
|        | Ferreri (Asti) Titolo: signori di Dusino e Monale Bandato d'oro e d'azzurro (citato in (11)) |
|        | Ferreri (Chivasso) Titolo: signori di Tonengo D'oro, al triangolo di nero, vuoto (citato in (11)) |
|        | Ferreri (Milano) Titolo: marchesi di Pomba Inquartato, al 1° e 4° fasciato di rosso e d'argento (Caccia), al 2° e 3° di rosso, al cavallo d'argento gaio e spaventato (Cavalli), sul tutto d'argento, al leone d'azzurro, con la fascia di rosso attraversante (Ferreri) (citato in (11)) |
|        | Ferreri (Torino) Partito di nero e d'argento, al leone d'oro (passante?) attraversante sul tutto, accompagnato a destra da una stella, dello stesso (citato in (11)) |
|        | Ferreri (Torino) Troncato, al 1° d'argento, al leone al naturale, illeopardito, al 2° palato d'argento e di nero Motto: Disce moris ut vivas (citato in (11)) |
|        | Ferreri (Cesena) (la blasonatura non è stata ancora caricata) (citato in BLCW) Immagine in Blasone Cesenate. |
|        | Ferreri d'Italia (Sicilia) Titolo: barone di Pettineo, Pollina, S. Marco d'oro, con tre bande d'azzurro (citato in (17)) Corona di barone Notizie storiche in Famiglie nobili di Sicilia. |
|        | Ferrero (Torino) troncato: il 1º di rosso al leone d'oro, in atto di battere col martello una lastra di ferro sopra una incudine al naturale. il leone e l'incudine moventi dalla partizione; il 2º d'argento ad una inferriata al naturale (citato in (4) – Vol. III pag. 149) leone rampante di oro in atto di battere col martello che tiene in destra su un'incude uscente dalla partizione tutto al naturale su rosso - inferriato al naturale su argento (citato in LEOM) |
|        | Ferrero (Ferrero di Buriasco) (Torino) bandato di oro e di rosso (citato in (4) – Vol. III pag. 149) bandato di oro e di rosso (citato in LEOM) Cimiero: l'uomo di carnagione, nascente, armato di spada e di scudo Motto: Christus mihi adiutor |
|        | Ferrero o Ferreri (Torino) bandato di oro e di azzurro (citato in (4) – Vol. III pag. 150) bandato di oro e di azzurro (citato in LEOM) |
|        | Ferrero (Ferrero d'Ormea) (Torino) bandato di oro e di nero (citato in (4) – Vol. III pag. 150) bandato di oro e di nero (citato in LEOM) Cimiero: puttino di carnagione tenente, colla destra una palma di verde, colla sinistra un breve scritto col motto: Innocentia |
|        | Ferrero d'oro a tre bande di nero (citato in (4) – Vol. III pag. 154) |
|        | Ferrero (Ferrero della Marmora) (Torino, Biella) d'argento, inquartato da un filetto di nero, il 1º e 4º al leone d'azzurro, linguato, armato e membrato di rosso; il 2º e 3º all'aquila bicipite, coronata sulle due teste, di nero armata di rosso (citato in (4) – Vol. III pag. 151) filetto in croce di nero su argento - leone rampante di azzurro su argento - aquila bicipite coronata su ambo le teste di nero su argento (citato in LEOM) Cimiero: il leone del campo, nascente Sostegni: due leoni d'oro, linguati e membrati di rosso Motto: Non nobis domine sed nomini tuo da gloriam |
|        | Ferrero (Carignano) Leopardo illeonito (citato in DAlena) |
|        | Ferrero (Biella) Titolo: principi di Masserano; marchesi di Crevacuore, La Marmora e Canosio, Romagnano; conti di Candelo e Benna, Gaglianico; signori di Andorno, Crocemosso, Crova, Lozzolo, Montonaro, Mosso, Motta, Sandigliano, Villata, Zumaglia; consignori di Bornate, Borriana, Candia, Casalvolone, Castelreinero, Marchierù, Pralormo, Roasio, Serravalle Sesia, Valdengo D'argento, al leone d'azzurro, linguato e armato di rosso (arma antica) alias D'argento, al leone d'azzurro, linguato e immaschito di rosso (arma antica) alias Inquartato, al 1º e 4º d'argento, al leone d'azzurro, linguato e armato di rosso; al 2º e 3º bandato d'argento e d'azzurro (Fieschi); e sul tutto, di Fieschi alias Inquartato, al 1º e 4º d'oro, all'aquila di nero, bicipite, coronata; al 2º e 3º bandato d'argento e d'azzurro (Fieschi); e sul tutto d'argento, al leone d'azzurro, linguato e armato di rosso (Ferrero) alias Inquartato, al 1º e 4º d'argento, al leone d'azzurro, linguato e armato di rosso, al 2º e 3º d'oro, all'aquila di nero, bicipite, coronata, sul tutto di Fieschi alias Partito di Ferrero Fieschi e di Simiana alias D'argento, inquartato da un filetto di nero, al 1º e 4º al leone d'azzurro, linguato, armato e immaschito di rosso; al 2º e 3º, all'aquila bicipite coronata nelle due teste, di nero, armata di rosso alias D'argento, inquartato da un filetto di nero, al 1º e 4º al leone d'azzurro, linguato, armato e immaschito di rosso; al 2º e 3º, all'aquila bicipite coronata nelle due teste, di nero, armata di rosso; sul tutto di Fieschi Motto: Non nobis Domine, sed nomini tuo, da gloriam (citato in (11)) |
|        | Ferrero (Mondovì) Titolo: marchese di Ormea, Palazzo Canavese; conte di Beinette, Genola, Vasco, Vicoforte; signore di Montaldo, Pianfel, Sauze, Tigliole, Torrone; consignore di Cavoretto, Ceva D'oro, a tre bande di nero (citato in (11)) alias Bandato d'oro e di nero (citato in (11) e in (19)) alias Bandato di nero e d'oro (citato in (11)) alias Di nero, a tre bande d'oro (citato in (11)) Cimiero: un bambino nudo tenente con la destra una palma di verde e con la sinistra un nastro d'argento svolazzante con il motto Motto: Christus mihi auditor innocentia |
|        | Ferrero (Pinerolo) Titolo: conti di Buriasco; consignori di Bibiana, Famolasco, Piobesi Bandato d'oro e di rosso alias Troncato, al 1° d'oro, alla rocca con un mastio, di rosso, merlata alla guelfa, aperta e finestrata del campo, al 2° bandato di sei d'oro e di rosso Motto: Christus mihi adiutor (citato in (11)) |
|        | Ferrero (Osasio) Bandato d'oro e di rosso, con il capo d'oro, carico di un'aquila di nero, sostenuto da una fascia di rosso, carica di una rosa d'argento (citato in (11)) |
|        | Ferrero (Pinerolo) Titolo: consignori di Campiglione Troncato, al 1° d'oro, all'aquila coronata, di nero; al 2° pure d'oro, a tre pali di rosso Motto: Tu ne cede malis (citato in (11)) |
|        | Ferrero (Ciriè) Titolo: consignori di La Cassa Palato d'oro e di rosso, con il capo d'oro, carico di un'aquila coronata, di nero, con lo scudetto, in cuore, d'argento, al leone d'azzurro Motto: Tu ne cede malis (citato in (11)) |
|        | Ferrero (Buttigliera d'Asti, Chivasso, Torino) Titolo: conti di Lavriano; consignori di S. Sebastiano, Tonengo D'argento, a quattro pali d'azzurro ritirati verso il capo, sormontati da un leone del secondo, linguato e membrato di rosso (citato in (11)) |
|        | Ferrero o Ferreri (Carignano) Titolo: consignori di Cocconato troncato, bandato d'argento e di nero, e d'azzurro (probabile arma antica) alias D'azzurro, al leopardo d'oro, illeonito, linguato e armato di rosso Motto: Experto effert (citato in (11)) |
|        | Ferrero o Ferreri (Pralormo, Torino) D'argento, al leone di nero, linguato e membrato di rosso, tenente una palma di verde, sormontato da un sole d'oro, cucito Motto: Soli Deo fortitudo et victoria (citato in (11)) |
|        | Ferrero (Asti, Torino) Titolo: signori di Pontverrès Bandato d'oro e d'azzurro Motto: Vel durissima ferre (citato in (11)) |
|        | Ferrero o Ferraris o Ferreri (Chieri) Titolo: signori di Lovencito, Mombello D'oro, alla gemella di nero, in banda Motto: A tempo suo (citato in (11)) |
|        | Ferrero (Novara, Casale) D'oro, a tre fasce di nero (citato in (11)) |
|        | Ferrero (Savigliano) Troncato d'azzurro e d'oro, al leone dell'uno nell'altro, linguato di rosso Motto: Cura et vigilantia - Fortitudo mea Dominus (citato in (11)) |
|        | Ferrero (Savigliano) Partito d'argento e di rosso, alla banda d'azzurro, carica di tre gigli, d'oro (citato in (11)) |
|        | Ferrero (Savigliano) Titolo: conti di Trezzo Bandato d'oro e di nero (citato in (11)) |
|        | Ferrero (Moncalieri, Torino) Troncato, al 1° di rosso, a tre colombe d'argento passanti, al 2° d'oro, a tre bande d'argento, orlate di azzurro Motto: Pax cererem nutrit (citato in (11)) |
|        | Ferrero (Carmagnola) Troncato, al 1° d'azzurro, alla mezzaluna montante, sormontata da una stella, il tutto d'oro, al 2° di nero, a tre bande d'oro (citato in (11)) |
|        | Ferrero (Torino) D'oro, al leone di rosso Motto: Experto eferrat (citato in (11)) |
|        | Ferrero (Torino) Troncato d'azzurro e d'argento, al leone, tenente con la destra una freccia, con la sinistra una mazza, dell'uno nell'altro, con il capo d'oro, carico di tre stelle di rosso, ordinate in fascia Motto: Impavide (citato in (11)) |
|        | Ferrero (Cavallerleone) Titolo: consignori di Bonavalle, Cavallerleone Partito d'argento e di rosso, scaglionato dall'uno all'altro Motto: Feruntur ferrea penis (citato in (11)) |
|        | Ferrero o Ferreri ? (Asti) Inquartato, al 1° d'oro, all'aquila di nero, coronata del campo, al 2° e 3° bandato d'oro e di nero, al 4° troncato, sopra di nero, al leone d'oro, nascente dalla partizione, sotto d'oro, alla banda di nero (citato in (11)) |
|        | Ferrero (Moretta, Scarnafigi) Troncato d'azzurro e d'argento, al leone dell'uno nell'altro Motto: Divisus et unus (citato in (11)) |
|        | Ferrero (Racconigi) D'argento, a due bande d'azzurro (citato in (11)) |
|        | Ferrero o Ferreri (Cuneo) D'argento, a tre bande d'azzurro (citato in (11) e in (19)) Cimiero: un leopardo passante di verde |
|        | Ferrero o Ferraris o Ferreri (Chieri) Di rosso, alla fascia d'argento, sparsa di farfalle di [...], volanti (citato in (11)) |
|        | Ferrero o Ferreri (Cavallermaggiore, Torino) Troncato, al 1° d'azzurro, al leone d'oro, nascente, al 2° d'oro, a tre pali di verde, con la fascia, sulla partizione, d'oro, carica di tre stelle d'azzurro Motto: Progrediar - Sola fides (citato in (11)) |
|        | Ferrero (Racconigi, Torino) Titolo: marchesi; nobili; predicato di Cambiano e Cavallerleone Partito d'argento e di rosso, scaglionato dall'uno all'altro Motto: Feruntur ferrea penis (citato in (11)) |
|        | Ferrero (Asti) D'azzurro, al leone d'oro, linguato di rosso, tenente una graticola, d'oro (citato in (11)) |
|        | Ferrero (Torino) Di rosso, con tre anelli d'oro intrecciati insieme ed una punta di diamante a caduno di essi, quel di sopra sormontato da una rosa d'argento (citato in (11)) |
|        | Ferrero (Bra) Di rosso, a quattro scaglioni, due d'oro e due d'azzurro, alternati, con il capo d'argento, al leone nascente, tenente una graticola, il tutto al naturale (citato in (11)) |
|        | Ferrero (Graglia, Torino) Titolo: baroni Troncato, di rosso, al leone d'oro, in atto di battere con un martello una lastra di ferro sopra un'incudine, al naturale, il leone e l'incudine moventi dalla partizione, al 2° d'argento, a un'inferriata al naturale, che carica tutto il campo (citato in (11)) |
|        | Ferrero Ancisa (Chivasso) Titolo: conti di Avuglione, Marentino D'azzurro, al leone d'oro, linguato e armato di rosso, sormontato da cinque stelle d'oro, ordinate in fascia Motto: Aeropagita (citato in (11)) |
|        | Ferrero di Cambiano e di Cavallerleone (Torino) partito di argento e di rosso, scaglionato dall'uno all'altro (citato in (4) – Vol. III pag. 153) controscaglionato di argento e di rosso (citato in LEOM) Motto: Feruntur ferrea pennis |
|        | Ferrero de Gubernatis Ventimiglia (Alassio, Torino, Inghilterra) Titolo: conti di Baussone inquartato: al 1º d'oro a tre bande di nero (Ferrero); al 2º troncato d'oro e di rosso (Ventimiglia), al quartier franco sinistro dei baroni militari dell'impero francese, che è di rosso alla spada d'argento in palo; al 3º troncato di rosso e d'argento caricato di sei crocette trifogliate dell'uno nell'altro, tre di sopra male ordinate, e tre di sotto (De Gubernatis); al 4º d'oro, al leone di nero, colla banda di rosso attraversante (Canalis) (citato in (4) – Vol. III pag. 154 e in (11)) 3 bande di nero su oro - troncato di oro e di rosso pieni - quartier franco destro del capo di rosso caricato da una spada posta in palo punta in alto di argento su oro - troncato di rosso e di argento caricato da 6 croci latine trifogliate 3 di argento in alto poste 1,2 e 3 di rosso in basso poste 2,1 - banda di rosso su - leone rampante di nero su oro (citato in LEOM) Motto: Innocentia |
|        | Ferrero Ponsiglione (Cherasco, Torino) Titolo: conti di Borgo d'Ale partito di Ferrero, che è ripartito d'argento e di rosso, scaglionato dall'uno all'altro; e di Ponsiglione, che è di azzurro, sparso di api d'oro, volanti in banda; il tutto sotto un capo d'oro, carico di un'aquila di nero, coronata di rosso (citato in (4) – Vol. III pag. 155) controscaglionato di argento e di rosso - 12 api poste in quadrupla banda (di 3) viste di dorso di oro su azzurro - aquila di nero coronata di rosso su oro in capo (citato in LEOM) alias Partito d'argento e di rosso, scaglionato dall'uno nell'altro alias Partito, al 1º ripartito d'argento e di rosso, scaglionato dall'uno nell'altro (Ferrero), al 2º d'azzurro sparso di api d'oro, volanti in banda (Ponsiglione); il tutto sotto un capo d'oro, carico di un'aquila di nero, armata e linguata di rosso alias Inquartato di Ferrero e di Ponsiglione (citato in (11)) Cimiero: leone coronato, d'oro, nascente Motto: Fortitudo mea Dominus |
|        | Ferres o Ferri o Ferris Titolo: consignori di Cainea D'azzurro, alla fenice d'oro, sulla sua immortalità, di rosso (citato in (11)) |
|        | Ferretta o Ferretto (Ovada) Di rosso, al leone coronato d'oro, con una banda d'argento, caricata di cinque stelle di sei raggi d'oro, attraversante sul tutto (citato in (30)) |
|        | Ferretti (Ancona, Milano, Firenze, Roma, Torino, Liegi (Belgio) d'argento, a due bande di rosso (citato in (4) - Vol. III pag. 156 e in (5) – pag. 110) 2 bande di rosso su argento (citato in LEOM) Ornamenti: lo scudo è accollato all'aquila biipite imperiale e sormontato dalle due chiavi con la Basilica Pontificia. I mano sormontato dalla corona principesca Cimiero: un leone nascente al naturale tenente nella branca destra una spada d'argento e nella sinistra un giglio d'oro Motto: Cum feris ferus |
|        | Ferretti (Sassoferrato) di azzurro a due sbarre di ferro decussate e con le punte ripiegate verso il centro, accompagnate in capo e in punta da due vasi al naturale ripieni di fiori e sormontati da 10 ghiandole in nero poste 5, 4, 1 (citato in (4) – Vol. III pag. 160) 2 sbarre di ferro incrociate le estremità ricurve verso il centro al naturale su azzurro - 2 vasi pieni di fiori al naturale posti in palo ciascuno sormontato da - 10 ghiande di nero poste 5,4,1 su azzurro (citato in LEOM) |
|        | Ferretti (Firenze) Di..., alla cresta recisa di... (citato in (9)) |
|        | Ferretti (Firenze) D'azzurro, al gallo rivolto al naturale, appoggiato ad uno stelo d'oro, cimato da una spiga ricadente a destra, dello stesso (citato in (9)) |
|        | Ferretti (Pistoia) Di rosso, a due branche di leone decussate d'oro, la branca attraversante caricata di tre gigli del campo, posti nel senso della figura (citato in (9)) |
|        | Ferretti (Cesena) (d'argento, a tre bande di rosso) (citato in BLCW) Immagine in Blasone Cesenate. |

### Ferri
| Stemma | Casato e blasonatura |
| ------ | --- |
|        | Ferri (Roma) (blasonatura non riportata) (citato in (4) – Vol. III pag. 160) |
|        | Ferri (Roma) avambraccio sinistro di carnagione reciso in palo dita al basso su argento - 3 stelle (6 raggi) di oro su argento poste 2,1 - capo d'Angiò (citato in LEOM) |
|        | Ferri (Montecassiano) di azzurro al delfino d'oro posto in palo (citato in (4) – Vol. III pag. 161) delfino di oro posto in palo con coda rivolta verso l'alto su azzurro (citato in LEOM) |
|        | Ferri (Padova) Titoli: Conte, Nobile di azzurro inquartato da due filetti d'oro; il 1 e 4º alla croce d'oro patente e scorciata; il 2º e 3º al leone d'oro, sostenuto da un elmo d'argento; sul tutto di argento allo scaglione di argento cucito, sovraccarico di cinque pali di rosso (citato in (4) – Vol. III pag. 161) 5 pali di rosso su scaglione di argento su scudetto di argento su - filetto in croce di oro su azzurro - croce ridotta patente di oro su azzurro - elmo di argento uscente dalla partizione cimato da - loene rampante di oro su azzurro (citato in LEOM) |
|        | Ferri (Fano) fasciato di oro e d'azzurro (citato in (4) – Vol. III pag. 161) fasciato di oro e di azzurro (citato in LEOM) |
|        | Ferri (Grosseto) D'azzurro, al destrocherio di carnagione, vestito di rosso, tenente in palo una croce di ferro e quattro rami di verde, accostati due per lato alla croce, come una ghirlanda (citato in (9)) |
|        | Ferri (Sassano) D'azzurro all'uccello passante su cinque monti di verde e tenente colla zampa levata un ferro da cavallo, con una stella d'argento in capo (citato in DAlena) |
|        | Ferri (Molise) D'azzurro a due falchi poggianti su un'incudine in atto di battere con due martelli di nero manicati d'oro, sormontati in capo da tre stelle (6) (citato in DAlena) |
|        | Ferri (Saluzzo) Titolo: conti di Salbertrand Troncato d'oro e d'azzurro, al leone tenente una croce del Calvario, dell'uno nell'altro, e sormontato nel capo da due stelle, d'azzurro (citato in (11)) |
|        | Ferri de Pegnalver (Napoletano) d'azzurro ai due falchi, poggianti su un terrazzo, in atto di battere l'incudine con due martelli di nero, manicati d'oro, accompagnati nel capo da tre stelle di sei raggi e da due colombe, volanti e affrontate, una sotto la stella del canton destro e l'altra sotto quella del canton sinistro del capo, il tutto d'oro (citato in (14)) Notizie storiche in Nobili napoletani. |
|        | Ferriani (Verona) d'azzurro, al monte di 3 cime di verde dal quale escono fiamme di rosso, accompagnate in capo da 3 stelle d'oro male ordinate (citato in (2) – pag. 576 e in DAlena) |
|        | Ferrieri (Molfetta) d'azzurro spaccato, nel 1° al leone passante al naturale, nel 2° tre pali d'argento con la fascia dello stesso attraversante sulla partizione (citato in ) |
|        | Ferrigni Pisone (Napoli) Titolo: nobili partito nel primo d'azzurro, al leone d'oro coronato, tenente una mazza ferrata con la fascia di rosso attraversante sul tutto (Ferrigni), al secondo d'azzurro all'aquila nera al volo spiegato, coronata d'oro, tenente una stadera al naturale (Pisoni) (citato in (12)) fascia di rosso su - leone rampante coronato di oro mazza dello stesso in destra su azzurro - aquila di nero coronata di oro tenente con ambo gli artigli una stadera al naturale su azzurro (citato in LEOM)                                                     |
|        | Ferrigno (Scala) (la blasonatura non è stata ancora caricata) (citato in DAlena) |
|        | Ferrillo (Napoli) Titolo: nobili d'oro al capriolo di rosso col capo di azzurro caricato da tre stelle d'oro (citato in (4) – Vol. III pag. 161, in (12) e in (14)) scaglione di rosso su oro - 3 stelle (5 raggi) di oro poste in fascia su azzurro in capo (citato in LEOM) |
|        | Ferrini (Firenze) Di [azzurro], al leone di [oro], e alla banda attraversante di..., caricata di tre rose di [rosso] (citato in (9)) |
|        | Ferrini (Pisa) D'oro, alla banda d'azzurro, accostata da due chiodi dello stesso, posti nel senso della pezza alias D'oro, alla banda d'azzurro, accostata da due chiodi di nero, posti nel senso della pezza (citato in (9)) |
|        | Ferrini (Savigliano) Troncato d'azzurro e d'oro, al leone dell'uno nell'altro, linguato di rosso Motto: Cura et vigilantia (citato in (11)) |
|        | Ferrini (Toscana) (DE) In Rot 1 schwarzer Löwe, überdeckt von 1 silbernen Schrägbalken, dieser der Figur nach belegt mit 3 roten Lilien (citato in (20)) |
|        | Ferrini (Toscana) (DE) In Rot 1 schwarzer Löwe, überdeckt von 1 silbernen Balken, dieser belegt mit 3 roten Rosen (citato in (20)) |
|        | Ferrini Baldini (Firenze) (la blasonatura non è stata ancora caricata) (Immagine nella Raccolta stemmi Trippini (JPG).) |

### Ferro
| Stemma | Casato e blasonatura |
| ------ | --- |
|        | Ferro (Mazara, Trapani) Titolo: nobile, signore della Salina di Punta dell'Aquila; barone di Fiumegrande di rosso, alla fascia d'oro (citato in (4) – Vol. III pag. 162, in (12), in Mango e in (17)) fascia di oro su rosso (citato in LEOM) Corona di barone Notizie storiche in Famiglie nobili di Sicilia. Ulteriori notizie storiche in Famiglie nobili di Sicilia. |
|        | Ferro Titoli: Nobile, Conte partito: nel 1º inquartato: a) fasciato di argento e di rosso; b) di rosso alla croce vescovile d'argento fondata su una campagna di verde; c) di rosso al leone d'argento coronato d'oro; d) controinquartato di argento e di rosso; nel 2º di rosso alla ruota d'oro sostenente un albero di verde sul cui tronco sale un uccello al naturale. (citato in (4) – Vol. III pag. 162) fasciato di argento e di rosso - croce patriarcale di argento su ristretto di verde su rosso - leone rampante di argento coronato di oro su rosso - inquartato di argento e di rosso - ruota di oro sostenente - un albero di verde sul cui tronco sale - un uccello al naturale su rosso Ferro (citato in LEOM) Ornamenti: lo scudo accollato all'aquila bicipite di nero, coronata d'oro su ambo le teste |
|        | Ferro (Venezia) (FR) D'argent, à l'aigle éployée de sable, becquée, membrée et chaque tête couronnée d'or. Sur le tout parti: I. écartelé: au 1, fascé d'argent et de gueules, au 2, de gueules, à la croix de Lorraine d'argent, posée sur une colline de sinople, au 3, de gueules, au lion d'argent, couronné d'or, au 4, contre-écartelé d'argent et de gueules; II. de gueules à une roue d'or soutenant un arbre de sinople, et un pivert au naturel, grimpant sur le fût à dextre. (citato in http://www.euraldic.com/lasu/bl/bl_f_er.html) |
|        | Ferrod (Arvier) Titolo: marchesi di Hermance; conti di Cocconato, Marcorengo; baroni di Brissogne, Sarre e Chesalet; signori di Avully, Chapelle; consignori di Castino D'azzurro, allo scaglione d'argento, accompagnato in capo da due stelle d'oro, in punta da una mezzaluna d'argento, montante alias Partito, di Ferrod e di Sarre alias Inquartato, di Ferrod e di Sarre (citato in (11)) |
|        | Ferroni (Comacchio) d'azzurro al leone d'oro tenente un'ancora poggiante sopra un'amaide, il tutto d'oro (citato in (4) – Vol. III pag. 163) leone rampante di oro tenente con la zampa destra anteriore una ancora dello stesso posta su fascia ristretta di oro su azzurro (citato in LEOM) Motto: Fortitudine |
|        | Ferroni (Firenze) D'azzurro, al destrocherio di carnagione, vestito d'oro e di rosso, impugnante una mazza d'arme di ferro, e sormontato da un giglio d'oro (citato in (9)) |
|        | Ferroni (Firenze) D'azzurro, alla fede armata d'argento, tenente in palo una spada alta dello stesso (citato in (9)) (DE) In Blau 1 Paar silberbekleideter Treuhände, 1 senkrecht gestelltes naturfarbenes Schwert haltend (citato in (20)) |
|        | Ferroni (Firenze) Di rosso, al destrocherio di carnagione, armato d'argento, impugnante una spada alta dello stesso (citato in (9)) |
|        | Ferroni (Prato) Di..., al destrocherio di..., tenente una verga di ferro su una fiamma di... posta in punta, e accompagnato in capo da una stella a otto punte di... (citato in (9)) |
|        | Ferroni (Cesena) (la blasonatura non è stata ancora caricata) (citato in BLCW) Immagine in Blasone Cesenate. |
|        | Ferroni o Ferroni del Lion Bianco o Ferroni del Lion Bianco del Nicchio (Toscana) (DE) Geteilt: Oben 1 eintürmige naturfarbene Burg, überhöht von 1 Cherubimkopf, unten 1 linksgewendeter laufender Hund (citato in (20)) |
|        | Ferroni del Lion Bianco Troncato: nel 1º di..., alla torre di..., fondata sulla partizione e sormontata da una testa di serafino di...; nel 2º di..., al cavallo corrente e con la testa rivolta di... alias Troncato: nel 1º di..., alla torre di..., fondata sulla partizione; nel 2º di..., al cavallo corrente e con la testa rivolta di... (citato in (9)) |
|        | Ferrosi (Colle) Losangato di... e di... (citato in (9)) |

### Ferru
| Stemma | Casato e blasonatura |
| ------ | --- |
|        | Ferrù (Cuneo) Titolo: nobile D'oro, a cinque rombi di nero, ordinati in decusse, con il capo di rosso, carico di un'aquila d'oro (citato in (11)) alias D'oro, a cinque rombi di nero, ordinati in decusse, con il capo di rosso, carico di una stella d'oro (citato in (19)) Cimiero: giovane moro; col capo scoperto, armato di corazza e scimitarra e snudata nella destra Motto: Cupit prodesse |
|        | Ferru de Torres (Sicilia) di rosso, alla fede d'argento, vestita d'oro (citato in Mango) |
|        | Ferrucci (Firenze) bandato doppiomerlato di oro e d'azzurro di 8 pezzi (citato in (4) – Vol. III pag. 164) bandato doppiomerlato di oro e di azzurro (8 pezzi) (citato in LEOM) |
|        | Ferrucci (Firenze) Bandato doppiomerlato d'oro e d'azzurro (citato in (9)) |
|        | Ferrucci (Firenze) d'azzurro, a tre bande doppiomerlate d'oro (Immagine nella Raccolta stemmi Trippini (JPG).) alias d'azzurro, a tre sbarre doppiomerlate d'oro (Immagine nella Raccolta stemmi Trippini (JPG).) |
|        | Ferrucci (Pescia) Inquartato d'argento e di rosso, al lambello a tre pendenti dell'uno all'altro, posto in capo alias Inquartato d'argento e di rosso, al lambello a quattro pendenti dell'uno all'altro, posto in capo (citato in (9)) |
|        | Ferrucci (Pescia) (DE) Silber-rot geviert, in den beiden oberen Plätzen je 1 zweilätziger Turnierkragen in verwechselten Tinkturen (citato in (20)) |
|        | Ferrucci (Pistoia) Interzato in palo: nel 1º inquartato di rosso e d'oro; nel 2º inquartato d'azzurro e d'argento; nel 3º inquartato d'oro e di rosso alias Interzato in palo: nel 1º e 3º inquartato d'oro e di rosso; nel 2º inquartato d'argento e d'azzurro (citato in (9)) |
|        | Ferrucci (Ascoli Piceno) partito: nel 1º di azzurro alla croce di S. Andrea di argento, accompagnata in capo da due stelle d'oro di sei punte poste in fascia, ed in punta da un monte di tre cime all'italiana di verde; nel 2º troncato, a) di azzurro a due stelle di sei raggi d'oro in fascia; b) fasciato di argento e di rosso di quattro pezzi (citato in (4) – Vol. III pag. 164) croce di Sant'Andrea di argento su azzurro - 2 stelle (6 raggi) di oro poste in fascia in alto su azzurro - monte a 3 cime di verde uscente dalla punta su azzurro - 2 stelle (6 raggi) di oro poste in fascia su azzurro - fasciato di argento e di rosso (4 pezzi) (citato in LEOM) |
|        | Ferrucci (Toscana) (DE) In Blau 3 Gegenzinnenschrägbalken (citato in (20)) |
|        | Ferrucci (Toscana) (DE) In Silber 2 blaue Gegenzinnenpfähle (citato in (20)) |
|        | Ferrucci (Toscana) (DE) In Blau 2 silberne Gegenzinnenpfähle (citato in (20)) |
|        | Ferrucci (Toscana) (DE) Innerhalb 1 goldenen Schildbords 5mal blau-gold im Zinnenschnitt schräggeteilt (citato in (20)) |
|        | Ferrucci (Toscana) (DE) In Gold 5 blaue Gegenzinnenschrägbalken (citato in (20)) |
|        | Ferruccio (Savigliano) Titolo: consignori di Paglières Partito, al 1° troncato d'argento e di verde, al 2° di rosso alias Partito, al 1° troncato d'argento e d'azzurro, al 2° di rosso alias Interzato in palo, d'argento, di verde e di rosso Motto: In te Domine speravi (citato in (11)) |
|        | Ferruggia (Sicilia) d'azzurro, all'albero di pino al naturale, sinistrato da un leone d'oro, ed il sole del medesimo sorgente dall'angolo destro del capo e la stella a sei raggi d'oro, nel sinistro (citato in Mango) d'azzurro, con un leone di oro rampante contro un albero al naturale, sormontato da un sole d'oro orizzontale a destra, e da una stella d'oro a sei raggi posta nel cantone sinistro dello scudo (citato in (17)) Notizie storiche in Famiglie nobili di Sicilia. |
|        | Ferruzzi (Montefiascone) d'azzurro al cervo passante su pianura erbosa il tutto al naturale, accompagnato in capo da due stelle d'argento (8) (citato in (4) – Vol. III pag. 165) cervo passante su terrazzo tutto al naturale su azzurro - 2 stelle (8 raggi) di argento poste in fascia in alto su azzurro (citato in LEOM) Cimiero: il cervo Motto: Instanti victoria |

### Fes
| Stemma | Casato e blasonatura |
| ------ | --- |
|        | Fesasonda o Fexasonda o Fesadonda (Venezia) (FR) D'argent, à la fasce d'or, acc. de deux croix florencées de gueules, 1 en chef et 1 en pointe. (FR) OU de gueules, à quatre grandes losanges d'argent, accolées en bande, et touchant les flancs de l'écu, à la bande d'or, brochant sur le tout. (citato in http://www.euraldic.com/lasu/bl/bl_f_es.html) |
|        | Festa (Cesena) (la blasonatura non è stata ancora caricata) (citato in BLCW) Immagine in Blasone Cesenate. |

### Fet
| Stemma | Casato e blasonatura |
| ------ | --- |
|        | Fetti (Firenze) Di rosso, al delfino guizzante in palo d'argento, addestrato dalla fascia ritirata a destra d'azzurro, caricata di una stella a otto punte d'oro alias Di rosso, al delfino guizzante in palo d'argento, addestrato dalla fascia ritirata a destra d'azzurro; il tutto accompagnato da due stelle a otto punte d'oro, ordinate in punta (citato in (9)) |

### Fey
| Stemma | Casato e blasonatura |
| ------ | --- |
|        | Feyditi o Fayditi o Feys o Feidito o Feiditi (Giaveno, Susa) Titolo: signori di Coazze D'argento, al leone di rosso, coronato, linguato e armato d'azzurro (citato in (11)) |